# Insectes
Els insectes (Insecta) són la classe predominant dels artròpodes. Estan classificats dins el subembrancament o superclasse dels hexàpodes juntament amb els proturs, els col·lèmbols i els diplurs. Els insectes són animals invertebrats i molts han desenvolupat la capacitat de volar. Són la forma de vida predominant en nombre d'espècies a la Terra i n'han colonitzat amb èxit tots els ambients tret dels mars, que molt abans de l'aparició dels insectes ja estaven poblats per altres grups d'artròpodes.
Se'n coneixen més d'un milió d'espècies, més que la resta de grups d'animals en conjunt; realment, n'hi podria haver entre 5 i 30 milions. Hi ha descrites, aproximadament, 387.000 espècies de coleòpters, 160.000 de dípters, 157.000 de lepidòpters, 153.000 d'himenòpters, 104.000 d'hemípters, 24.000 d'ortòpters i 6.000 d'odonats.
Els insectes són, a més de molt diversos, extremament abundants: s'estima que hi ha 200 milions d'insectes per cada ésser humà. Només de formigues, es calcula que a la Terra n'hi viuen almenys mil bilions (1015). En un dels ecosistemes més rics en diversitat, la selva amazònica, s'estima que hi ha unes 60.000 espècies i 3,2 x 108 individus per hectàrea; en un acre de sòl anglès hi ha gairebé divuit milions de coleòpters.
La ciència que estudia els insectes s'anomena entomologia, nom que prové del terme grec έντομον, 'insecte' (etimològicament 'en seccions').

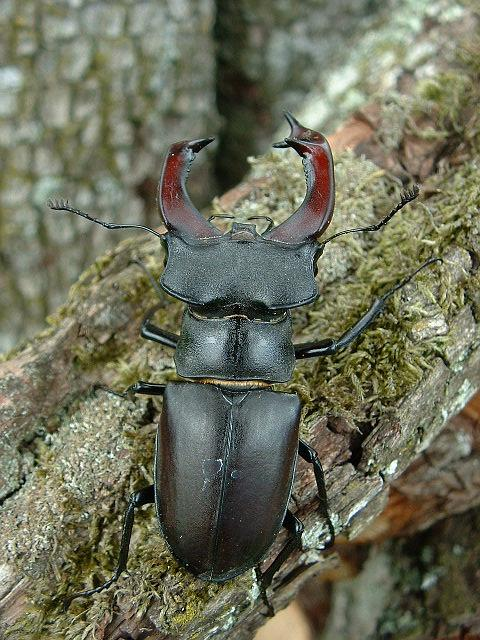
Lucanus cervus
un insecte pterigot

## Anatomia externa
El cos dels insectes està format per tres regions principals o tagmes: el cap, el tòrax i l'abdomen, recobertes per un exoesquelet quitinós.

### Exoesquelet
L'exoesquelet és una cutícula quitinosa que recobreix el cos dels insectes i altres artròpodes. L'exoesquelet conté components rígids i resistents que compleixen un conjunt de funcions: protecció, excreció, suport, alimentació, percepció; en els insectes terrestres, actua també com una barrera per a evitar la dessecació. Segons el registre fòssil, l'exoesquelet va aparèixer per primera vegada durant el Cambrià, fa uns 550 milions d'anys, i la seva evolució ha estat clau per a la radiació adaptativa i la conquesta de gairebé tota mena de nínxols ecològics pels artròpodes en general i dels insectes en concret.

### Cap
El cap o cèfalon és la regió anterior del cos; conté els ulls compostos, les antenes i les peces bucals. Hi ha formes del cap considerablement diverses entre els diversos insectes, però en la majoria de casos és fortament esclerotitzada (dura) i forma una estructura compacta denominada càpsula cefàlica.
El cap dels insectes està subdividit per sutures en diverses esclerites més o menys diferenciades, que varien en nombre entre els diferents grups. Típicament hi ha una sutura amb forma de i grega invertida que s'estén al llarg de la part dorsal i anterior del cap i es bifurca per sobre de l'ocel formant dues sutures divergents, que s'estenen cap avall pels costats anteriors del cap. La part dorsal d'aquesta sutura (la base de la i grega) és la sutura coronal i les dues branques anteriors són les sutures frontals.
D'altra banda, el cap dels insectes està constituït per una regió pre-oral i una regió post-oral. La regió pre-oral conté els ulls compostos, ocels, antenes i àrees facials, incloent-hi el labre. La part post-oral conté la mandíbula, les maxil·les i el llavi.

#### Ulls

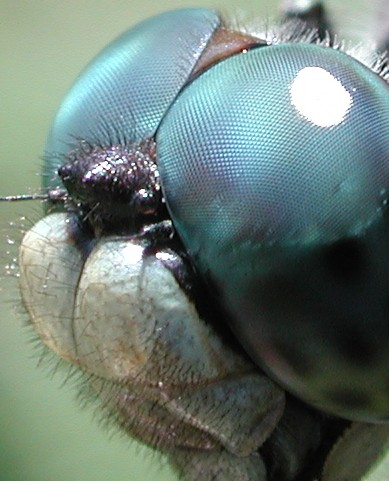
Ulls compostos d'un odonat.

La majoria d'insectes tenen un parell d'ulls compostos relativament grans, situats dorsolateralment al cap. La superfície de cada ull compost està formada per un cert nombre d'àrees circulars o hexagonals denominades ommatidis, en un nombre que oscil·la entre uns pocs i uns milers; cada ommatidi és una única unitat visual. Cada ommatidi consisteix en una lent i un rabdòmer, que és un grup de cèl·lules receptores visuals posades en paral·lel o lleugerament girades; són capaces de distingir entre la presència i l'absència de llum i, en alguns casos, poden distingir els colors, però en general, tenen una baixa resolució d'imatge. La imatge que percep un artròpode és el conjunt de senyals dels múltiples ommatidis orientats en direccions diferents. Tanmateix, l'ull compost és capaç de detectar moviments ràpids, veu un ampli abast d'angle sòlid i, en alguns casos, percep la polarització de la llum.
Hi ha dos tipus bàsics d'ulls compostos:
- Ull d'aposició: el típic ull d'aposició té una lent que enfoca la llum provinent d'una direcció sobre el rabdòmer, mentre que la llum provinent d'altres direccions s'absorbeix a les parets fosques de l'ommatidi. Un altre tipus d'ull d'aposició es troba als estrepsíters, en els quals cada lent forma una imatge, i les imatges es combinen en el cervell. Aquest ull s'anomena ull de superposició neuronal o ull esquizocroal compost.
- Ull de superposició: en els insectes, n'hi ha dos tipus:
  - Ull de superposició refractant: té una obertura entre la lent i el rabdòmer i manca de paret. Cada lent reflecteix la llum en un angle igual a l'angle al qual la rep. El resultat és la formació de la imatge a la meitat del radi de l'ull, on hi ha situades les testes dels rabdòmers. Aquest tipus d'ull es troba normalment en insectes nocturns.
  - Ulls de superposició parabòlica: es troben en insectes com els efemeròpters; cada faceta de la superfície de l'ull conté una superfície parabòlica que rep la llum d'un reflector i l'enfoca sobre una matriu de sensors.

Hi ha algunes excepcions dels casos anteriors. Alguns insectes tenen el que s'anomena un ull compost de lent simple, que és un cas intermedi entre l'ull compost de superposició i l'ull de lent simple que es troba en els animals d'ulls simples.
A més dels ulls composts, la majoria dels insectes tenen tres ulls simples o ocel·les situats a la part superior del cap, entre els ulls compostos.

#### Antenes
Les antenes són apèndixs mòbils multiarticulats. Existeixen en nombre parell en els insectes adults i la majoria de les larves. Estan formades per un nombre variable d'artells denominats antenòmers. La funció de les antenes és eminentment sensorial; la funció tàctil és la principal, gràcies als pèls tàctils que recobreixen gairebé tots els antenòmers; també tenen funció olfactiva, gràcies a àrees olfactives en forma de plaques plenes de porus microscòpics distribuïdes sobre la superfície d'alguns antenòmers terminals; també tenen funció auditiva, i de vegades funció prensora durant la copulació per subjectar a la femella. Estan formades per tres parts, sent les dues primeres úniques i uniarticulades, mentre que la tercera comprèn un nombre variable d'antenòmers, que es denominen respectivament escap, pedicel i flagel o funicle.

#### Peces bucals
Són peces mòbils que s'articulen a la part inferior del cap, destinades a l'alimentació; trituren, roseguen o masteguen els aliments sòlids o durs i absorbeixen líquids o semilíquids. Les peces bucals són les següents:
- Labre (llavi superior o llavi simple): és una esclerita imparella de forma variable que es pot moure cap amunt i cap avall; és el sostre de la boca i s'articula amb el clipi. A la seva part ventral o interna es troba l'epifaringe, que està lleument esclerotitzada; la seva funció és gustativa.
- Mandíbules: són dues peces simples, disposades lateralment sota el llavi superior, articulades, resistents i esclerotitzades. La seva funció és mastegar, triturar o lacerar els aliments. En alguns adults poden faltar, sent totalment absents o vestigials en tots els lepidòpters i efemeròpters.
- Maxil·les: en nombre de dues, estan situades darrere de les mandíbules. Són peces auxiliars que col·laboren en l'alimentació. La hipofaringe és una estructura prominent; està localitzada sobre el mentó o mentum, i té una funció gustativa. S'assembla a una llengua. Cadascuna de les maxil·les presenta un palp maxil·lar.
- Llavi (labium): estructura imparella resultant de la fusió de dos apèndixs; està situada sota les maxil·les i presenta dos petits palps labials. Forma la base de la boca.

Anatomia d'un insecte. A.- Cap; B.- Tòrax; C.- Abdomen; 1.- Antena; 2.- Ocel inferior; 3.- Ocel superior; 4.- Ull compost; 5.- Cervell; 6.- Protòrax; 7.- Artèria dorsal (aorta); 8.- Tràquees; 9.- Mesotòrax; 10.- Metatòrax; 11.- Ales anteriors; 12.- Ales posteriors; 13.- Estómac; 14.- Cor; 15.- Ovaris; 16.- Intestí; 17.- Anus; 18.- Vagina; 19.- Cadena ganglionar ventral; 20.- Tubs de Malpighi; 21.- Tarsòmer; 22.- Ungla; 23.- Tars; 24.- Tíbia; 25.- Fèmur; 26.- Trocànter; 27.- Pedrer; 28.- Gangli toràcic; 29.- Coxes; 30.- Glàndula salival; 31.- Collar periesofàgic; 32.- Peces bucals; d'esquerra a dreta: labre, mandíbules, maxil·les i llavi

#### Tipus principals d'aparells bucals
Les peces bucals dels insectes s'ha anat modificant en diversos grups per a adaptar-se a la ingestió de diferents tipus d'aliments i per diferents mètodes. Aquí se citen els tipus més diferenciats i interessants, escollits per a il·lustrar les diverses formes adoptades per parts homòlogues, i els diferents usos que tenen. Existeixen molts altres tipus, sovint estats intermedis entre alguns dels aquí citats.
- Tipus mastegador. En aquest tipus d'aparell bucal els apèndixs són essencialment les mandíbules, les maxil·les i el llavi. Les mandíbules tallen i trituren els aliments sòlids i les maxil·les i el llavi els empenyen cap a l'esòfag. L'aparell bucal de tipus mastegador és el més generalitzat entre els insectes i, a partir d'ell, s'han desenvolupat els altres tipus. Aquest punt de vista se sustenta en dues classes de proves importants. En primer lloc, aquest aparell bucal és el més semblant en la seva estructura al dels miriàpodes, per alguns els parents més propers dels insectes. En segon lloc, l'aparell bucal mastegador es troba en gairebé tots els ordres d'insectes com els ortòpters, els coleòpters i les larves de lepidòpters.

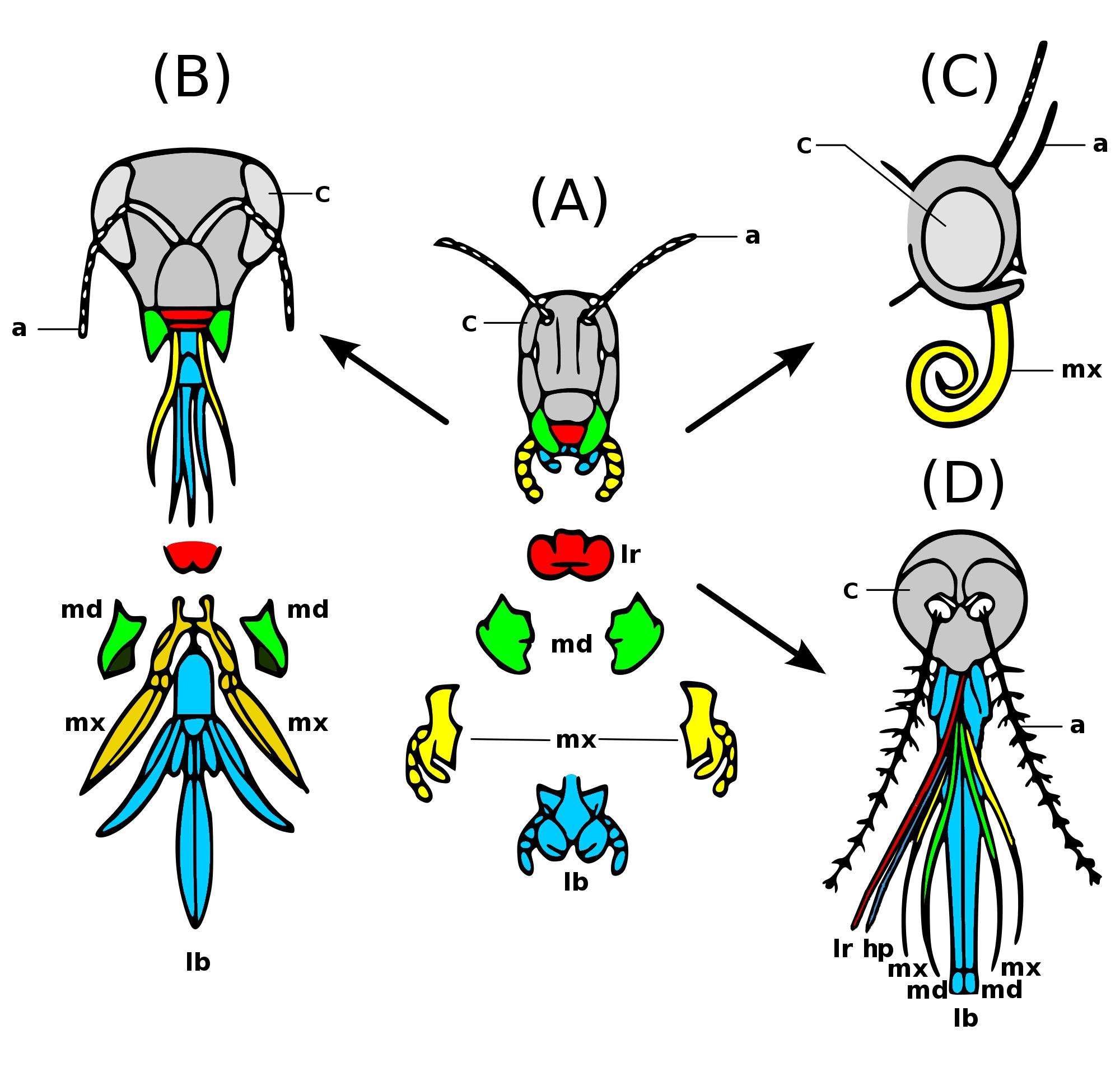
Radiació adaptativa de les peces bucals dels insectes. A: tipus mastegador, B: tipus tallador-xuplador, C: en espiritrompa, D: tipus picador-suctor. lr (vermell): labre, md (verd): mandíbules, mx (groc): maxil·les, lb (blau): llavi.

- Tipus tallador-xuclador. Aquest tipus d'aparell bucal es troba en els tàvecs (Diptera, Tabanidae) i alguns altres dípters; les mandíbules es presenten en forma de fulles esmolades i les maxil·les en forma de llargs estilets. Ambdues tallen i esgarren el tegument dels mamífers, fent fluir la sang de la ferida. Aquesta sang és recollida per la protuberància esponjosa del llavi i conduïda a l'extrem de la hipofaringe. La hipo i l'epifaringe s'ajusten per a formar un tub a través del qual la sang és aspirada cap a l'esòfag.
- Tipus xuclador. Un gran nombre de dípters no picadors, entre ells la mosca domèstica, tenen aquest tipus d'aparell bucal adaptat solament per a la ingestió d'aliments líquids o fàcilment solubles en saliva. Aquest tipus és el més similar a l'anterior, però les mandíbules i les maxil·les no són funcionals, i les peces restants formen una probòscide amb un àpex en forma d'esponja (label·le) que s'introdueix en els aliments líquids que són conduïts cap al canal alimentari per diminuts canals capil·lars existents en la superfície del label·le. El canal alimentari també està format per la hipo i l'epifaringe que formen un tub cap a l'esòfag. Les mosques i altres insectes amb aquest tipus d'aparell bucal poden ingerir també aliments sòlids com el sucre; per fer-ho, aboquen sobre l'aliment una gota de saliva, que el dissol, i després la solució és succionada cap a la boca.
- Tipus mastegador-llepador. Aquest tipus d'aparell bucal, adaptat a l'absorció de líquids, es troba a les abelles i vespes, exemplificat per l'abella. Les mandíbules i el labre són de tipus mastegador i les empren per a subjectar les preses i per a pastar la cera o altres tipus de materials amb què construeixen els seus nius. Les maxil·les i el llavi formen una sèrie d'estructures deprimides i allargades de les quals una d'elles forma un òrgan extensible acanalat, que s'utilitza com una sonda per a arribar als profunds nectaris de les flors. Les altres llengüetes de les maxil·les i el llavi formen una sèrie de canals pels quals descendeix la saliva i ascendeix l'aliment.
- Tipus picador-xuclador. L'aparell bucal de molts grups d'insectes està modificat per a perforar teixits i xuclar sucs, com per exemple els hemípters (anomenats popularment amb els noms de pugons, xinxes, cotxinilles, i polls i puces que xuclen la sang de mamífers i aus. També les femelles d'algunes famílies de dípters piquen i xuclen fluids nutritius, també sang de mamífers. En aquest tipus d'aparell bucal, el labre, les mandíbules i les maxil·les són prims i llargs, i es reuneixen per a formar una delicada agulla buida. El llavi forma una beina robusta que manté rígida aquesta agulla. La totalitat de l'òrgan es diu bec. Per a alimentar-se, l'insecte estreny la totalitat del bec contra l'hoste, clava aquesta agulla en l'interior dels seus teixits i xucla els seus sucs a través de l'agulla fins a l'interior de l'esòfag.
- Espiritrompa. Els lepidòpters adults s'alimenten de nèctar i altres aliments líquids. Aquests són succionats per mitjà d'una llarga probòscide (espiritrompa) en forma de tub que desemboca a l'esòfag; està formada a partir de les maxil·les, molt modificades.

### Tòrax
El tòrax és la regió mitjana del cos i conté les potes i les ales (en alguns insectes adults no hi ha ales i en molts insectes immadurs i en alguns adults no hi ha potes).
El tòrax consta de tres segments, protòrax, mesotòrax, i metatòrax; cada segment toràcic té típicament un parell de potes i meso i metatòrax un parell de les ales cadascun (quan estan presents); quan hi ha un sol parell d'ales, estan situades en el mesotòrax, excepte en els estrepsípters que solament conserven les ales metatoràciques; el protòrax mai no té ales.
El tòrax està unit al cap per una regió del coll, membranosa, la cèrvix. Hi ha generalment una o dues esclerites petites en cada costat del coll, les quals lliguen el cap amb el protòrax.
Cada segment toràcic està compost de quatre grups d'esclerites; el nòtum o not dorsalment, les pleures als costats i l'estèrnum ventralment. Qualsevol esclerita toràcica pot ser localitzada en un segment particular per l'ús de prefixos apropiats: pro-, meso- i meta-. Per exemple, el nòtum del protòrax es diu pronòtum o pronot.
El nòtum del mesotòrax i metatòrax està sovint subdividit per sutures en dues o més esclerites cadascun.
La pleura és l'esclerita portadora de les ales; forma un procés alar-pleural que serveix com a suport per al moviment de l'ala.
A cada costat del tòrax hi ha dues obertures, una entre el protòrax i el mesotòrax i l'altra entre el meso i el metatòrax; són els estigmes, és a dir obertures externes del sistema traqueal.

#### Potes

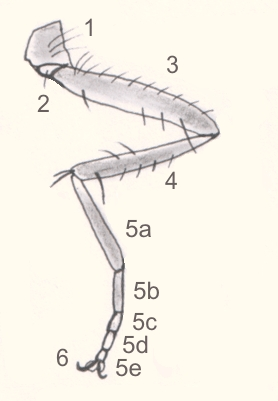
Pota d'un insecte 1: Coxa; 2: Trocànter; 3: Fèmur; 4: Tíbia; 5: Tars (5a-i: tarsòmers); 6: Ungla

Consisteixen típicament en els segments següents:
- Coxa, segment basal
- Trocànter, segment petit, (rarament dos segments), a continuació de la coxa
- Fèmur, primer segment llarg de la pota
- Tíbia, és el segment llarg de la pota
- Tars, una sèrie de petits segments (tarsòmers) després de la tíbia. El nombre de segments tarsals en els insectes varia d'un a cinc. L'últim segment tarsal generalment té un parell d'urpes o ungles i sovint una o més estructures en formes de coixí, entre o en la base de les ungles, com són l'aroli i el pulvil·le, coberts de pèls glandulars que actuen com a petites ventoses, i l'empodi.

#### Ales

Anatomia del moviment alar; a: ales; b: articulacions de les ales; c: músculs transversals; d: músculs longitudinals

Les ales dels insectes són evaginacions de la paret del cos localitzades dorso-lateralment entre els notums i les pleures. La base de l'ala és membranosa, això fa possible els seus moviments.
Les ales dels insectes varien en nombre, grandària, forma, textura, nervació, i en la posició en què són mantingudes en repòs. La majoria dels insectes adults tenen dos parells d'ales, situades en el meso i metatòrax com per exemple les papallones, mosques, etc.; alguns, com els dípters, tenen un sol parell (situat en el mesotòrax) i alguns no tenen ales (per exemple, les formes àpteres dels pugons, formigues obreres, puces, etc.)
En la majoria dels insectes les ales són membranoses i poden estar cobertes de petits pèls o escates; en alguns insectes les ales anteriors són engrossides, coriàcies o dures i en forma de beina o estoig, estructura coneguda com a èlitres (coleòpters).
La majoria dels insectes són capaços de doblegar les ales sobre l'abdomen quan estan en repòs; són els insectes neòpters ("ales noves"); però els grups més primitius, com els odonats i efemeròpters, no les poden plegar i mantenen les ales esteses cap en fora, o reunides damunt del cos; per aquesta raó reben el nom de paleòpters ("ales antigues").
Alguns insectes com grills i saltamartins mascles, són capaços de produir un so característic amb les ales produït per fricció de les dues ales anteriors entre si, o les ales anteriors amb les potes posteriors.
Molts insectes com les mosques i abelles, mouen les ales tan ràpidament que produeixen un brunzit.

### Abdomen
L'abdomen dels insectes té típicament 11 segments, però l'últim està molt reduït, de manera que el nombre de segments rarament sembla més de 10. Els segments genitals poden contenir estructures associades amb les obertures externes dels conductes genitals; en el mascle aquestes estructures es relacionen amb la còpula i la transferència d'esperma a la femella; i en les femelles estan relacionats amb l'oviposició. En l'extrem de l'abdomen pot haver-hi apèndixs, els cercs, que s'insereixen al segment 10.

## Anatomia interna

### Sistema traqueal
L'aparell respiratori dels insectes està format per tràquees, una sèrie de tubs buits molt ramificats que en el seu conjunt formen en sistema traqueal; els gasos respiratoris circulen a través d'ell. Les tràquees s'obren a l'exterior a través dels estigmes o espiracles, en principi un parell en cada segment corporal; després van reduint progressivament el seu diàmetre fins a convertir-se en traquèoles que penetren en els teixits i aporten oxigen a les cèl·lules. En la respiració traqueal el transport de gasos respiratoris és totalment independent de l'aparell circulatori pel qual, a diferència dels vertebrats, el fluid circulatori (hemolimfa) no emmagatzema oxigen.

### Aparell circulatori
Com en els altres artròpodes, la circulació és oberta i lacunar, i en els insectes està simplificada. El líquid circulatori és l'hemolimfa que omple la cavitat general del cos que per aquesta raó es denomina hemocel que està subdividida en tres sins (pericardíac, perivisceral i perineural). El cor se situa en posició dorsal a l'abdomen dintre del sinus pericardíac; té una vàlvula en cada metàmer que delimita diversos compartiments o ventrículs, cadascun d'ells amb un parell d'orificis o ostíols pels quals penetra l'hemolimfa quan el cor es dilata (diàstole). El cor es perllonga cap avant en l'artèria aorta per la qual surt l'hemolimfa quan el cor es contreu (sístole); sol ramificar-se per a distribuir l'hemolimfa a la regió cefàlica. Poden existir òrgans pulsàtils accessoris en diferents parts del cos, que actuen com cors accessoris i asseguren l'arribada de l'hemolimfa als punts més distals (antenes, potes).

### Aparell excretor
L'aparell excretor dels insectes està constituït pels tubs de Malpighi. Són tubs cecs que suren en l'hemocel, d'on capten els productes residuals; desemboquen en la part final del tub digestiu on els residus són evacuats i eliminats amb la femta. Són capaços de reabsorbir aigua i electròlits, i per això juguen un important paper en l'equilibri hídric i osmòtic. El seu nombre oscil·la entre quatre a més de cent. Els insectes són uricotèlics, és a dir, excreten principalment àcid úric. Excepcionalment, els tubs de Malpighi es modifiquen en glàndules productores de seda o òrgans productors de llum.
Alguns insectes tenen òrgans excretors addicionals i independents del tub digestiu, com les glàndules labials o maxil·lars, i els ronyons d'acumulació (cossos pericardíacs, nefròcits dispersos per l'hemocel, oenòits epidèrmics i cèl·lules de l'urat).

## Percepció
Molts insectes tenen òrgans molt refinats de percepció; en alguns casos els seus sentits poden percebre estímuls fora del rang de percepció dels sentits humans. Per exemple, les abelles poden veure la llum ultraviolada i captar els patrons de polarització de la llum, i les arnes mascle tenen un sentit especialitzat de l'olfacte que els ajuda a detectar les feromones de les femelles a molts quilòmetres de distància; les formigues poden seguir en la foscor els rastres olorosos deixats per les seves companyes.
A causa de la petita grandària i la simplicitat del seu sistema nerviós, el processament que puguin fer de les percepcions és molt limitat. Per exemple, en general s'accepta que la visió dels insectes ofereix molt baixa resolució dels detalls, especialment a grans distàncies.
Per una altra part són capaces de donar respostes sorprenentment ràpides enfront d'estímuls específics. Per exemple, el reflex de córrer dels escarabats de cuina al percebre en els seus cercs posteriors qualsevol moviment d'aire que delata la presència d'un perill al seu al voltant, o el reflex de les mosques i libèl·lules d'esquivar obstacles en ple vol a alta velocitat.

## Reproducció

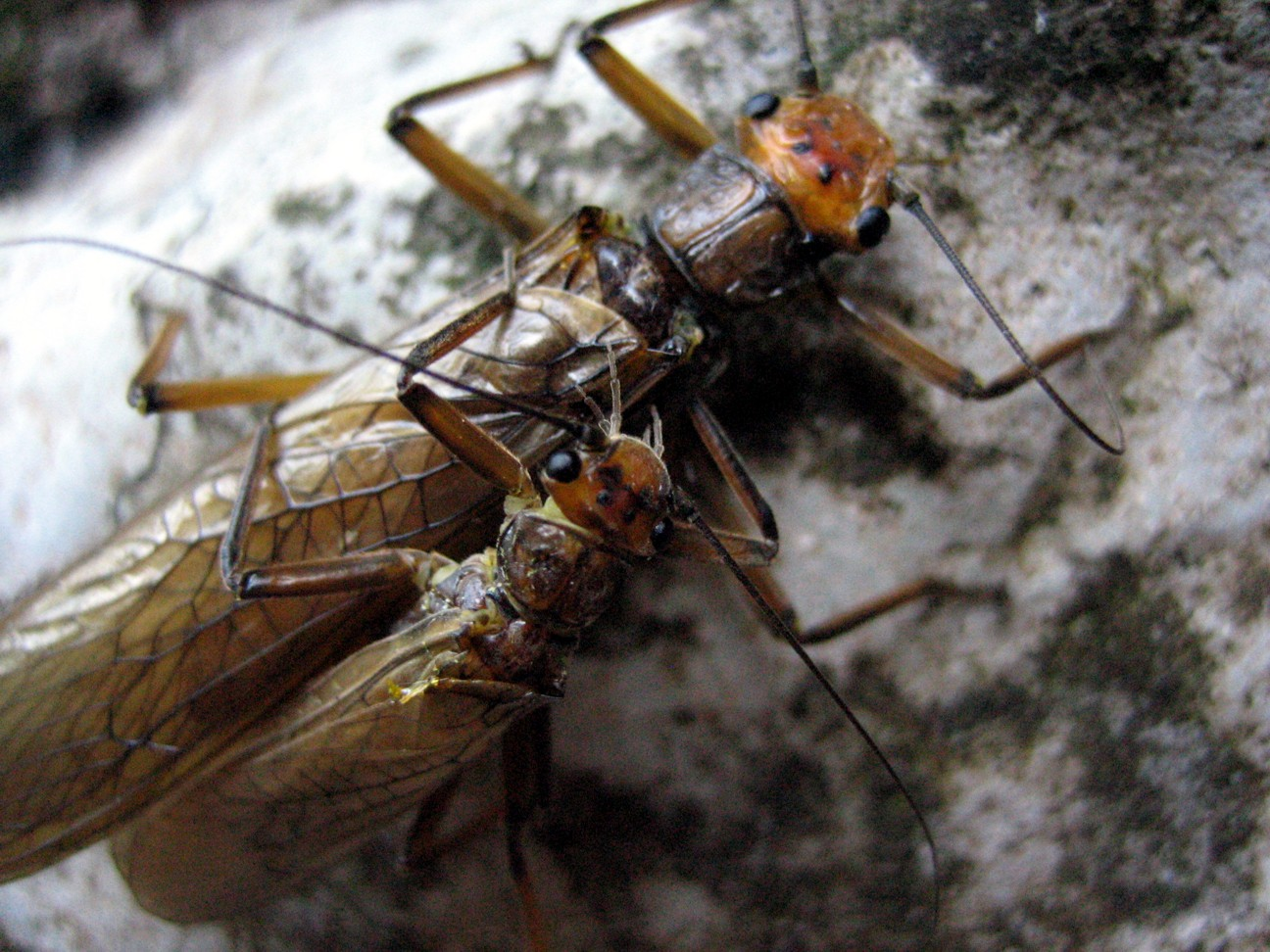
Plecòpters aparellant-se

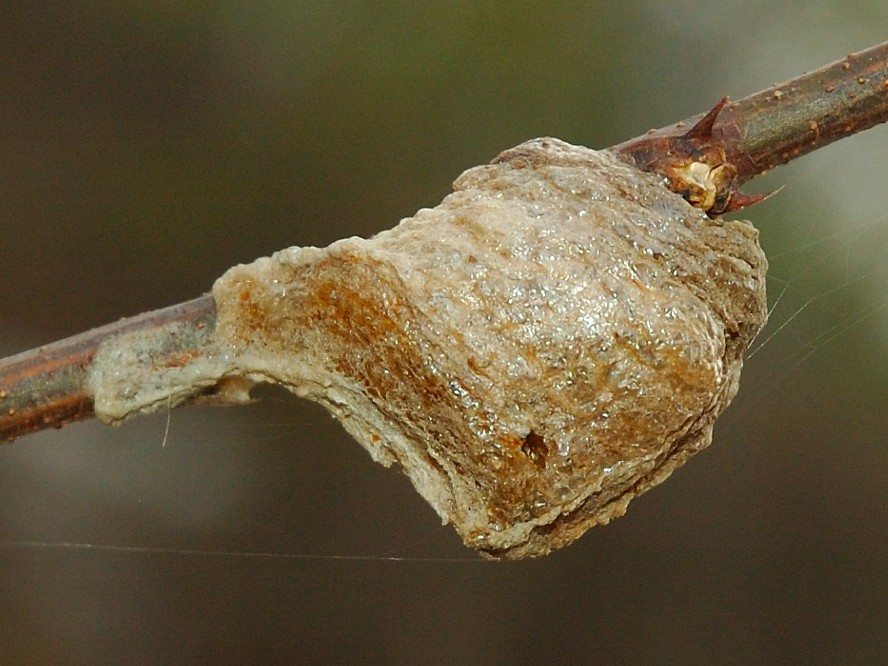
Ooteca de mantodeu

La majoria de les espècies d'insectes segueixen una reproducció sexual típica, tenen sexes separats, morfològicament diferenciats entre si, i han d'aparellar-se per a reproduir-se. No obstant això, existeixen espècies que poden reproduir-se sense còpula i, fins i tot, aquest pot ser el procés predominant de reproducció en diversos grups. Aquestes espècies es denominen partenogenètiques; es tracta d'un mecanisme de reproducció força estès en la majoria dels ordres de pterigots. També, malgrat que molt menys freqüent, existeixen espècies d'insectes que són hermafrodites, és a dir, duen els dos sexes funcionals en el mateix individu (com per exemple Icerya purchasi i Perla marginata).
Un bon exemple d'espècie partenogenètica és el de l'insecte bastó Dixppus morosus. Els mascles en aquesta espècie són summament escassos i les femelles comencen a pondre ous no fertilitzats quan maduren. Aquests ous es desenvolupen i obren amb normalitat, donant origen a noves femelles. D'aquesta manera una generació de femelles, genèticament idèntica a l'anterior, succeeix a una altra ininterrompudament. Aquest tipus de partenogènesi, en la qual els òvuls es produeixen sense reducció del nombre cromosòmic (sense meiosis) i les femelles donen origen a més femelles, es denomina partenogènesi telitòquica i és també el mecanisme usual de reproducció entre els àfids.
D'una manera diferent, una abella reina (Apis mellifera) pot pondre ous fertilitzats (diploides) dels quals sorgeixen femelles, i ous sense fecundar (haploides) dels quals sorgiran mascles (els abellots). Aquest tipus de partenogènesi que es produeix a partir d'òvuls que han sorgit per meiosi (pel que hi ha reducció del nombre cromosòmic), es denomina arrenotòquica. Aquest sistema de determinació de sexe en el qual les femelles són diploides i els mascles són haploides es denomina haplodiploïdia; combina la reproducció sexual i asexual i es troba força estès entre els himenòpters.
La majoria de les espècies d'insectes ponen ous (són ovípares). No obstant això, hi ha casos en els quals les femelles pareixen les cries, com per exemple en els àfids. Els exemples de viviparisme, malgrat ser escassos, són també molt diversos. En alguns casos l'ou s'obre immediatament abans de ser posat; en uns altres, com en la mosca tse-tse, es desenvolupa dintre del cos de la mare i la cria no neix fins a l'estat de pupa. En alguns insectes paràsits (Strepsiptera, himenòpters paràsits) un sol ou posat de la manera acostumada es divideix repetidament fins a aconseguir una progènie de fins a 2.000 individus, d'igual genotip i sexe, fenomen conegut com a poliembrionia; les larves poliembriòniques són sovint caníbals, per la qual cosa s'assoleixen pocs adults.
Un mètode molt singular de reproducció és el procés conegut com a pedogènesi. Les larves de Miaster motralus, per exemple, poden reproduir-se per si mateixes a partir d'ous no fertilitzats existents a l'interior d'una gran larva viva; les noves larves creixen com a paràsits dintre seu i quan són madures per a emergir, la larva original mor. Les cries repeteixen el procés, de manera que el nombre de larves continua incrementant-se fins que es transformen en insectes adults.
Els ous poden ser dipositats en solitari o en grups, de vegades dintre d'una estructura protectora denominada ooteca. La forma i la grandària dels ous és tan variada com els insectes que els posen. Els ous de les papallones, per exemple, solen presentar intricats dibuixos, amb una superfície coberta de nombroses marques i nervacions. Molts insectes ponen els seus ous en les arrels, o en els brots i teixits tendres de les plantes, dintre dels grans dels cereals i, fins i tot, dintre d'altres animals. El lloc on els insectes ponen els ous, si bé variat, no és de cap manera aleatori. L'objectiu d'escollir curosament el lloc de la posta és sempre el mateix: pondre els ous en el lloc on les larves nounates estiguin envoltades d'aliment.
En la majoria dels insectes la vida reproductiva d'una femella és molt breu i tots els ous produïts són posats en ràpida successió en un lapse molt curt de temps. No obstant això, en algunes espècies, especialment en els denominats insectes socials, com abelles, formigues i tèrmits, la vida reproductora d'una femella dura fins a tres anys. Es calcula que la reina dels tèrmits, per exemple, pon un ou cada dos segons, dia i nit, durant un període de 10 anys. Com en la comunitat és l'únic adult procreador, la població del termiter minvaria ràpidament sense aquest ritme de fertilitat.

## Metamorfosi

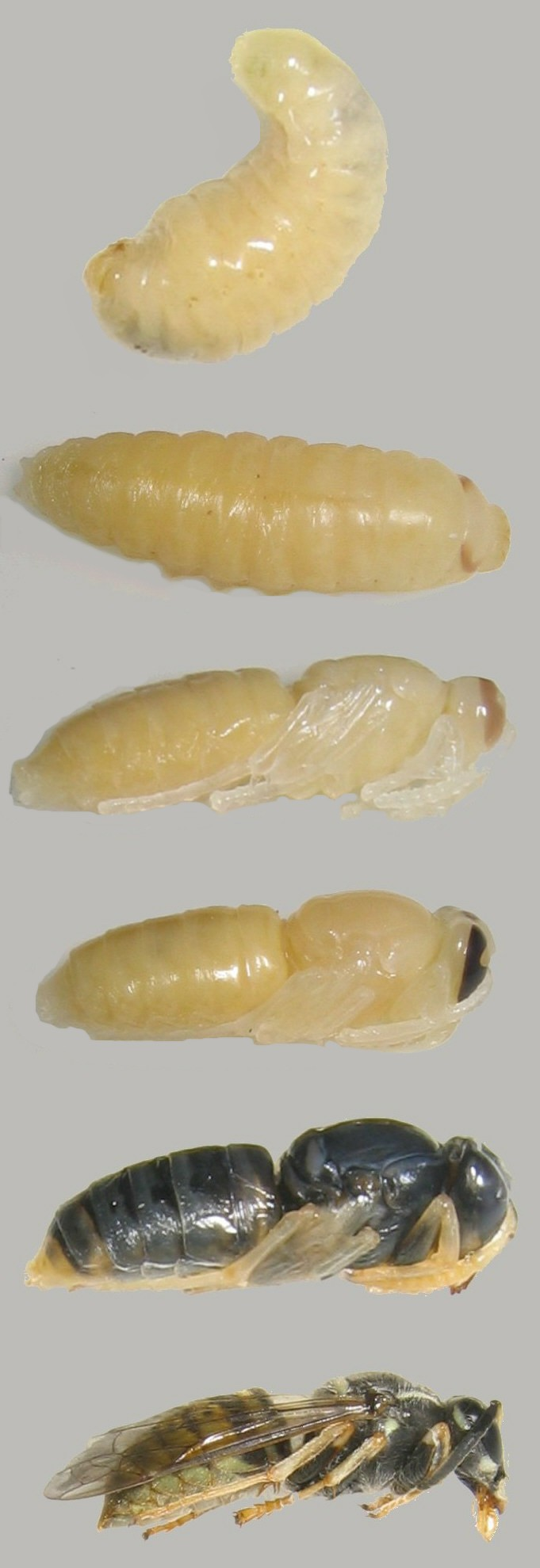
Diferents estadis del desenvolupament postembrionari d'un himenòpter

La metamorfosi és un procés de desenvolupament postembrionari mitjançant el qual els insectes assoleixen la seva fase adulta (imago), durant la qual arriben a la maduresa sexual i en els pterigots es desenvolupen les ales. D'acord amb el tipus de metamorfosis que experimenten els insectes es classifiquen en:
- Ametàbols: els joves només es diferencien dels adults per ser més petits i immadurs sexualment.
- Hemimetàbols: metamorfosi gradual en la qual les teques alars i els òrgans sexuals es van desenvolupant a poc a poc, si bé les diferents fases joves són semblants entre si i l'adult; els canvis en l'última muda són més marcats (aparició d'ales); els joves es denominen nimfes i no existeix estadi de pupa.
- Holometàbols: metamorfosi completa (ou, larva, pupa i imago), en la qual els teixits de l'adult s'originen a partir de grups especials de cèl·lules denominades discos imaginals, durant una fase del cicle de vida coneguda com a pupa.

## Ecologia

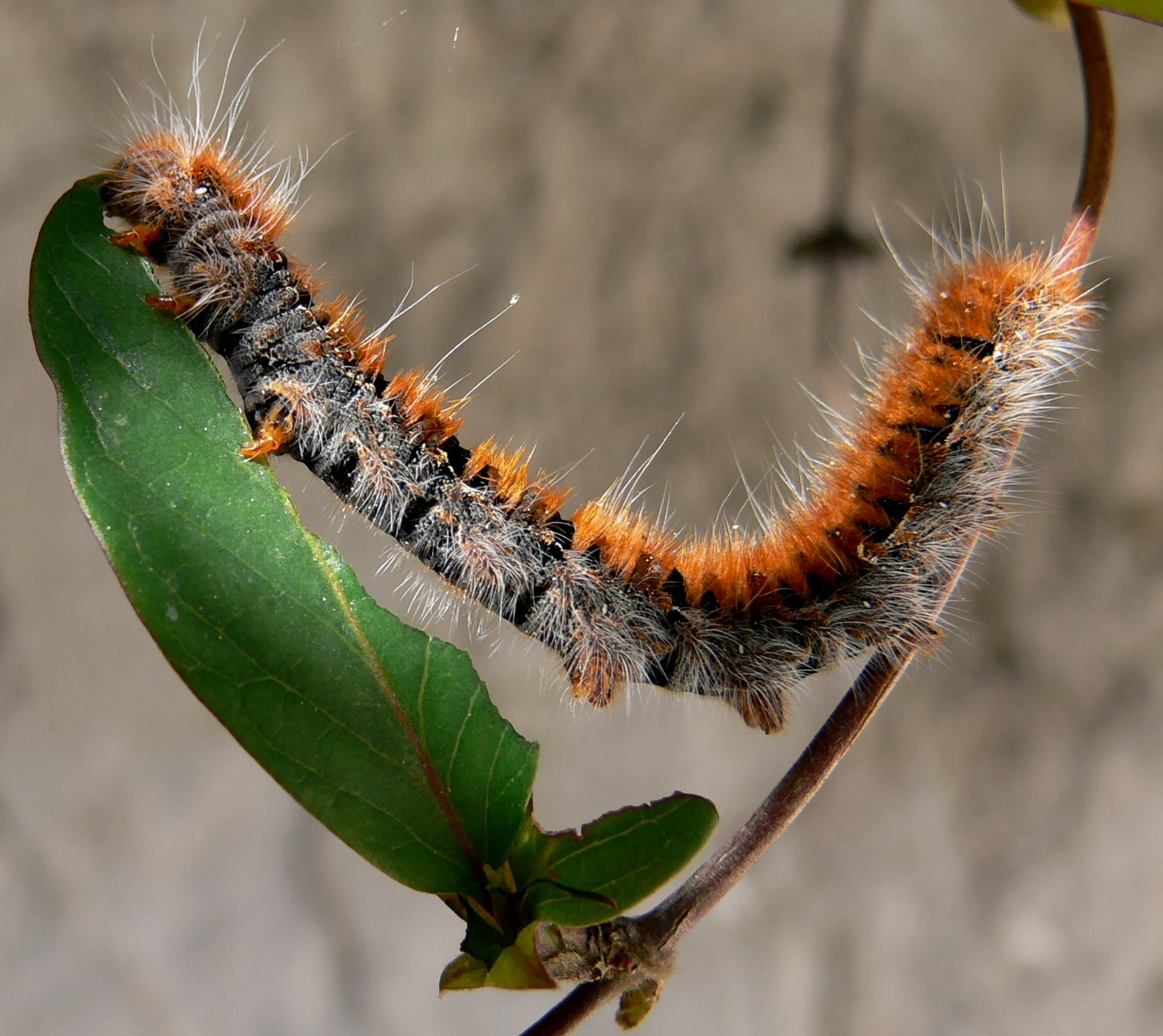
Les larves dels lepidòpters consumeixen grans quantitats de fulles. En la imatge apareix l'anell del diable, l'eruga del lepidòpter lasiocàmpid Macrothylacia rubi, devorant una fulla.

### Alimentació
El règim alimentari dels insectes és summament variat. A grans trets poden diferenciar-se els següents:
- Fitòfags. S'alimenten de tota mena de productes vegetals i moltes vegades produeixen plagues; destaquen els menjadors de fulles (filòfag, com moltes erugues de lepidòpters, ortòpters i coleòpters crisomèlids) i fusta on excaven galeries (xilòfags, corticícoles, lignícoles, com els corcs); també n'hi ha de granívors (mengen gra i unes altres llavors, com els brúquids) o carpòfils que mengen pol·len i néctar i tenen peces bucals especialitzades per aquesta finalitat (himenòpters, lepidòpters). Uns altres mengen fruits (larves de lepidòpters, dípters i coleòpters) o arrels (rizòfags), i molts hemípters s'alimenten de la saba, per al que disposen d'un aparell bucal en forma d'estilet que perfora els teixits vegetals. Diverses espècies de dípters i coleòpters són micetòfags i viuen sobre fongs, alimentant-se de les seves hifes i espores.

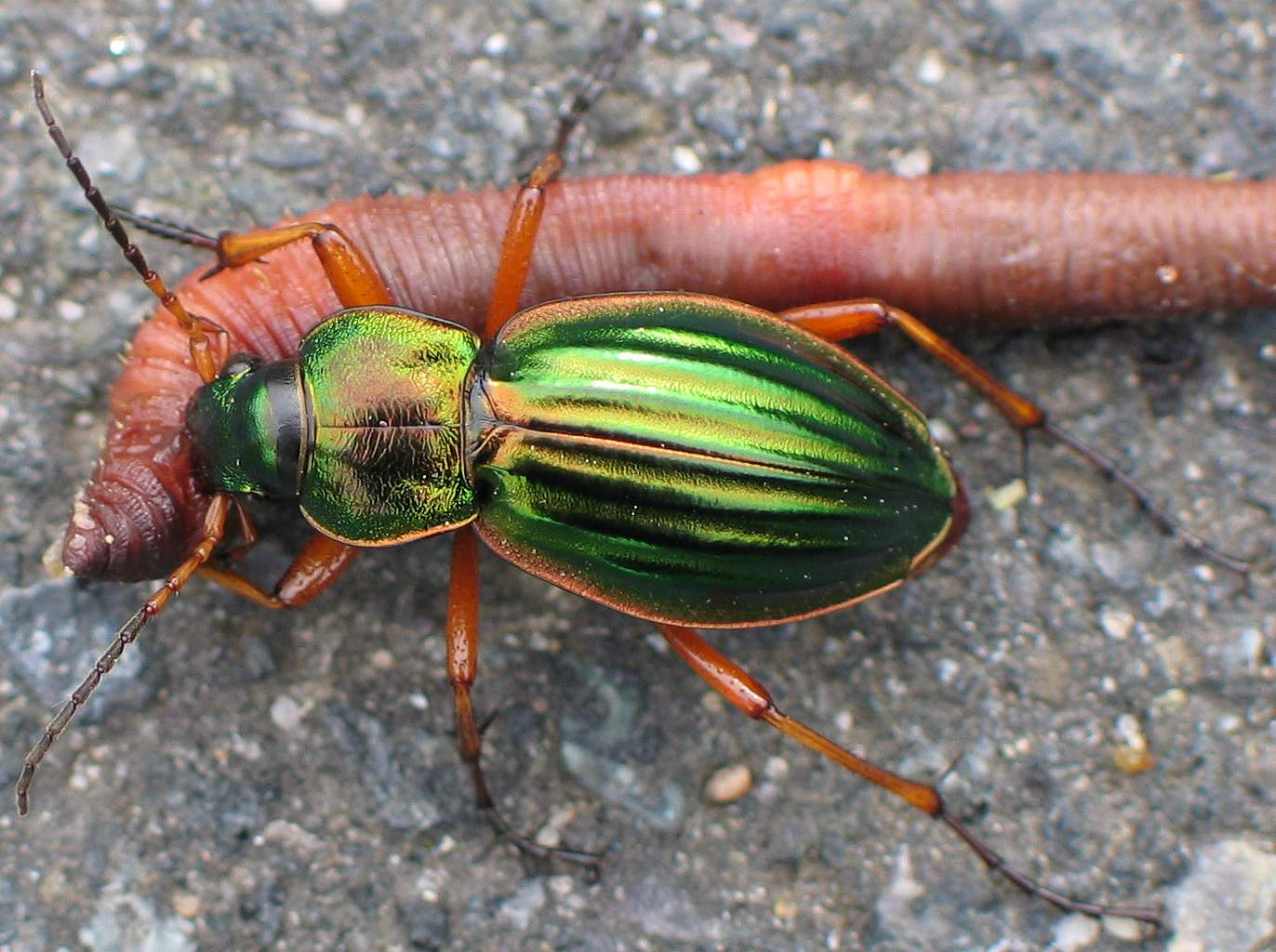
Carabus auratus devorant un cuc.

- Zoòfags. Els carnívors poden alimentar-se de preses vives que ells mateixos capturen (depredadors, com els odonats o els coleòpters caràbids) o bé dels seus fluids, com la sang (hematòfags, com dípters, i hemípters). En aquesta categoria s'inclouen els paràsits, tant ectoparàsits, que s'alimenten des de l'exterior (puces, xinxes), com els endoparàsits, que penetren a l'interior dels seus hostes (estrepsípters, alguns himenòpters). Cal destacar també algunes espècies amb règims particulars, com Aethina tumida, petit coleòpter que s'alimenta de cera i produeix greus destrosses als ruscs (etinosi), els coleòpters dermèstids que mengen queratina (plomes, pèl, llana, banyes), o les larves de lepidòpters que devoren roba feta amb material vegetal.

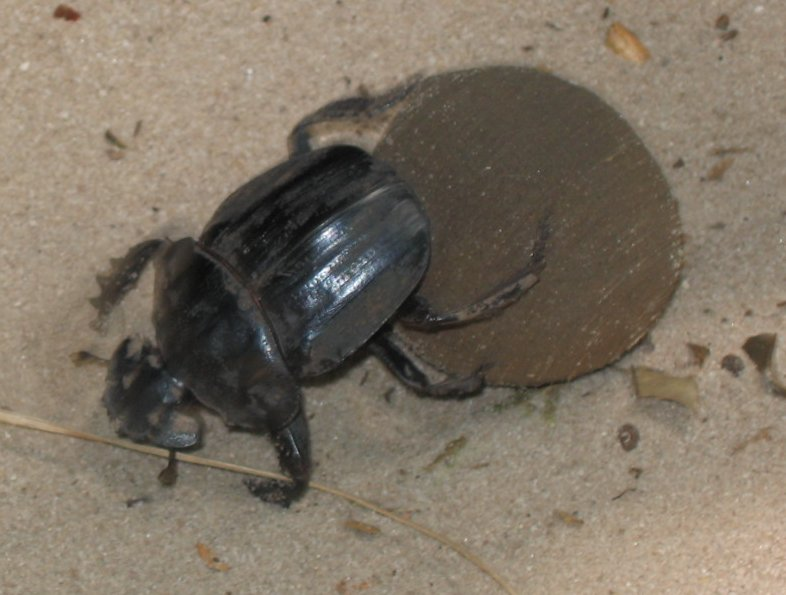
Escarabat piloter

- Omnívors. Tenen un règim alimentari variat, prenent tota mena de productes vegetals i animals.
- Sapròfags o detritívors. S'alimenten de matèria orgànica, animal o vegetal, en descomposició. Entre ells destaquen els necròfags, que descomponen cadàvers, els saproxilòfags que mengen fusta en descomposició, i els copròfags que reciclen els excrements.

### Relacions interespecífiques

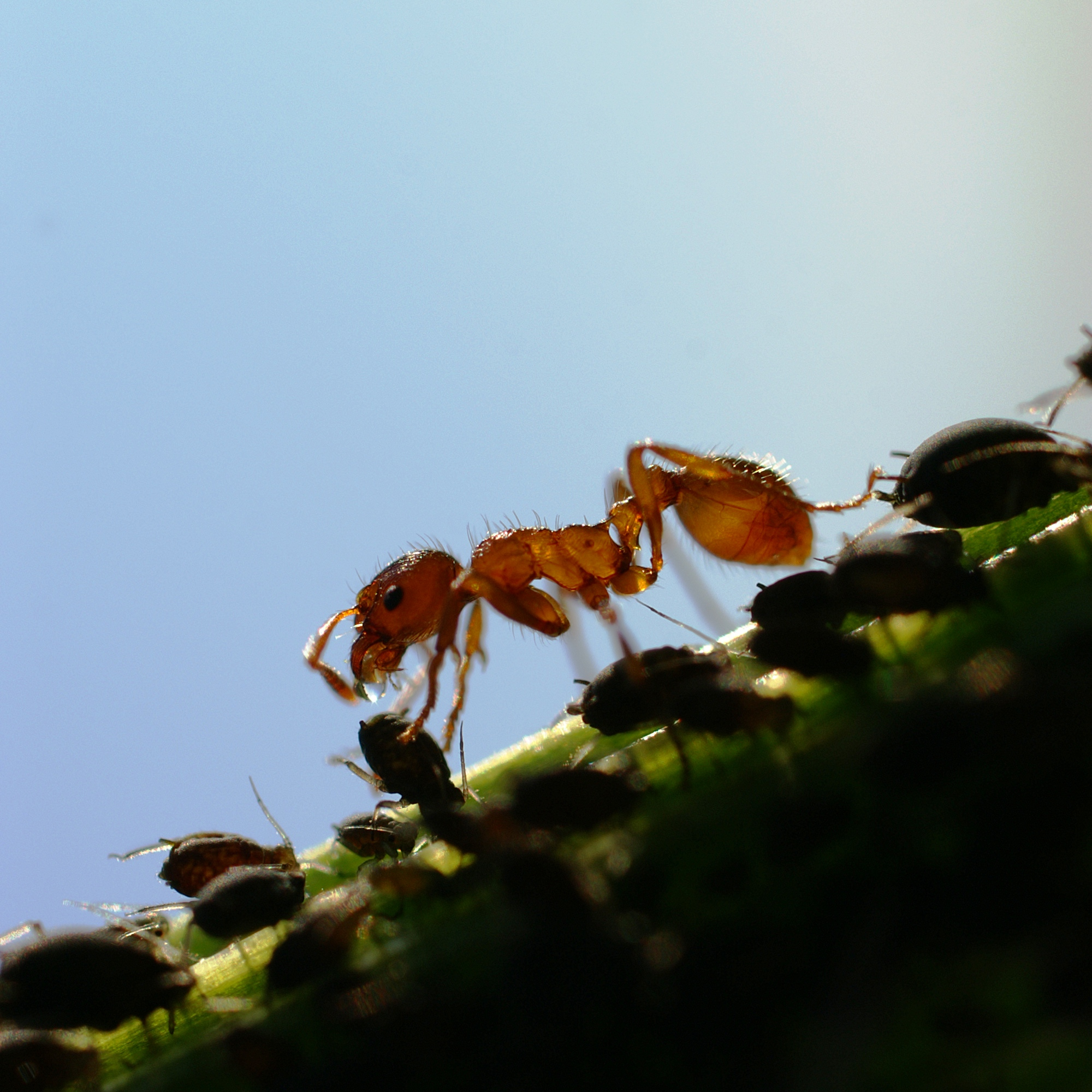
Formiga cuidant dels seus pugons.

Els insectes estableixen relacions molt diverses amb altres organismes, que actuen com hostes, per a aconseguir un benefici. Depenent del tipus de relació, poden distingir-se diversos nivells d'associació, encara que moltes vegades el límit entre ells és difícil d'establir.
Els insectes comensals aprofiten l'aliment sobrant o les descamacions, mudes, excrements, etc. del seu hoste, al que no perjudiquen. Els formiguers i termiters allotgen molts insectes comensals, on en general s'alimenten del menjar emmagatzemat; es denominen, respectivament, mirmecòfils i termitòfils. Els insectes foleòfils viuen en caus de mamífers i els nidícoles en nius d'aus, sent de vegades difícil de precisar si es tracta de comensals o de paràsits.
El mutualisme, en què dues espècies obtenen benefici mutu de la seva relació, està també present entre els insectes; moltes formigues pasturen pugons, als quals defensen d'altres insectes, i obtenen a canvi un líquid dolç que els pugons secreten. Algunes formigues i tèrmits crien fongs dins els seus nius, dels quals s'alimenten; els fongs troben un ambient estable i protegit per al seu desenvolupament. La pol·linització pot també considerar-se com mutualisme entre insectes i vegetals.
Molts insectes tenen protozous, bacteris i fongs simbionts en el tub digestiu, tubs de Malpighi, gònades, hemocel, etc.; els simbionts els faciliten la digestió de la cel·lulosa o de la sang i els proporcionen nutrients essencials per al seu desenvolupament, fins al punt que no poden viure sense ells.

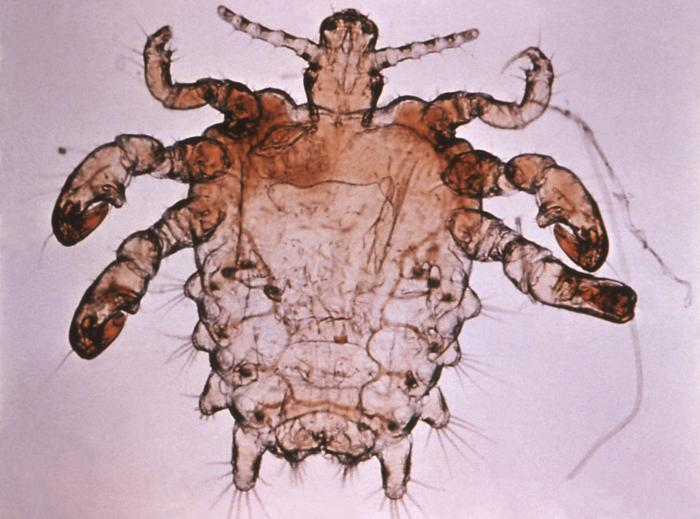
Una cabra, ectoparàsit dels humans

El parasitisme està també molt estès entre els insectes; en aquest cas, l'hoste surt perjudicat pel paràsit, que pot considerar-se com un depredador molt especialitzat. Els ectoparàsits viuen fora de l'hoste i generalment són hematòfags (s'alimenten de sang) o dermatòfags (s'alimenten de la pell); hi ha grups sencers d'insectes que són ectoparàsits (puces, polls, xinxes); es pot destacar també els paràsits socials, en què espècies d'himenòpters socials no tenen obreres i es fan adoptar per altres espècies colonials o recluten esclaus entre les obreres d'altres espècies (formigues esclavistes). Els endoparàsits viuen dintre del cos dels seus hostes on s'alimenten dels seus òrgans o líquids interns; és un fenomen corrent entre les larves de certs dípters, coleòpters i estrepsípters i de molts himenòpters. L'hiperparasitisme es dona quan un insecte parasita a un altre insecte que al seu torn és paràsit. Aquestes relacions tenen gran importància en la regulació de les poblacions d'insectes i s'utilitzen en el control biològic de plagues.

### Estratègies defensives

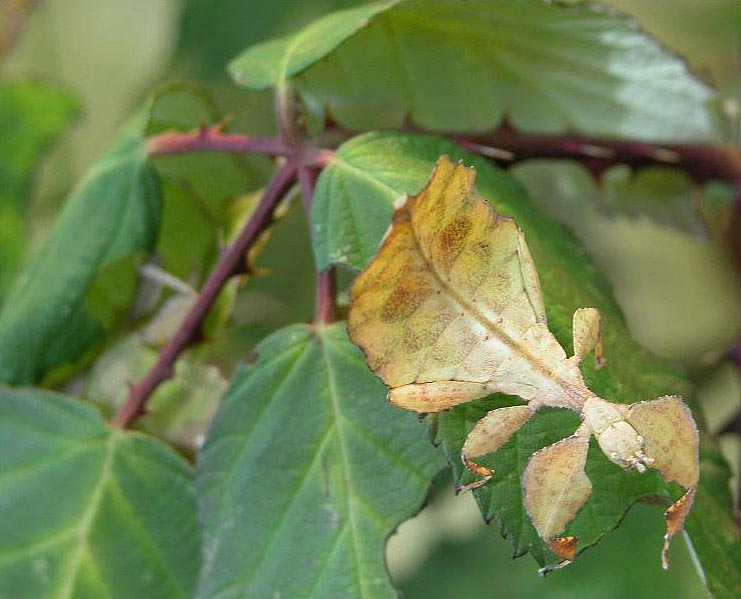
Un insecte fulla (Phasmatodea).

La reacció més comuna enfront d'un perill és la fugida. Alguns insectes es defensen produint secrecions repugnatòries (pudents, irritants, etc., com molts coleòpters i ortòpters), mitjançant actituds intimidatòries (com les mantis que aixequen les seves potes davanteres i mostren les seves ales posteriors de colors cridaners) o immobilització reflexa. Uns altres inoculen substàncies tòxiques mitjançant les seves peces bucals (hemípters) o ovipositors modificats (himenòpters). Algunes larves de lepidòpters tenen pèls urticants que es claven a la boca dels seus enemics. Alguns lepidòpters, ortòpters i coleòpters acumulen en els seus teixits substàncies tòxiques, generalment procedents de la seva alimentació.

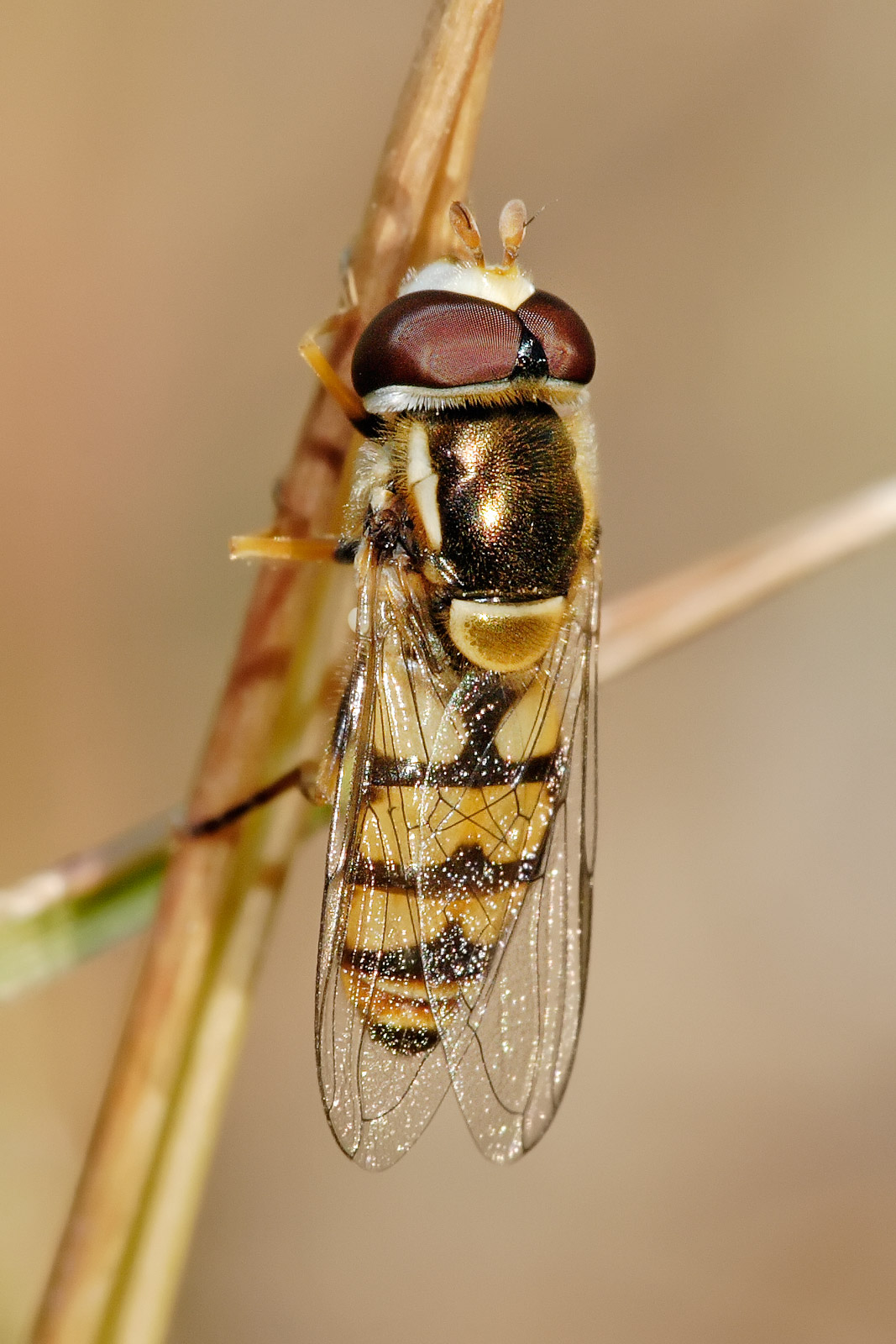
Vespa o mosca? Un Syrphidae (dípter inofensivu), una mosca que sembla una vespa

Molts insectes tòxics o picadors tenen coloracions vistoses i cridaneres que adverteixen als seus depredadors potencials de la seva perillositat; aquest fenomen és conegut com a aposematisme, i és una estratègia que maximitza l'efectivitat dels mecanismes defensius, ja que molts animals aprenen que aquella combinació de color que els va produir una experiència desagradable i tendeixen a evitar-la. Cal destacar que molts insectes inofensius s'assemblen en forma, color o comportament a insectes perillosos, i aconsegueixen així enganyar els seus depredadors, que els eviten (per exemple, dípters, lepidòpters i coleòpters que semblen vespes); aquest fenomen es denomina mimetisme müllerià i està molt estès entre els insectes.
Els insectes són els mestres indiscutibles de la cripsi, adaptació que consisteix passar inadvertit als sentits d'altres animals. Són extraordinàries les morfologies que imiten objectes de l'entorn, com en els Phasmatodea (insectes bastó i insectes fulla) i alguns ortòpters i lepidòpters que imiten també a fulles. Molts insectes imiten els colors del seu entorn (homocromia), cosa que s'acompanya amb freqüència d'una immobilització reflexa enfront de situacions de perill.

## Importància dels insectes per a l'ésser humà

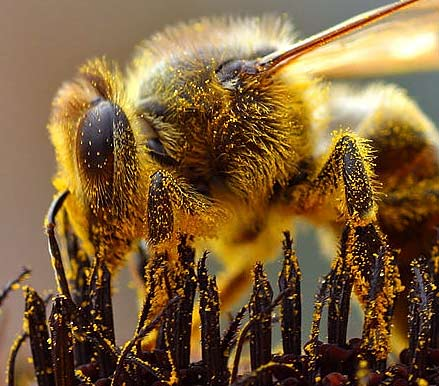
Un himenòpter carregat de pol·len

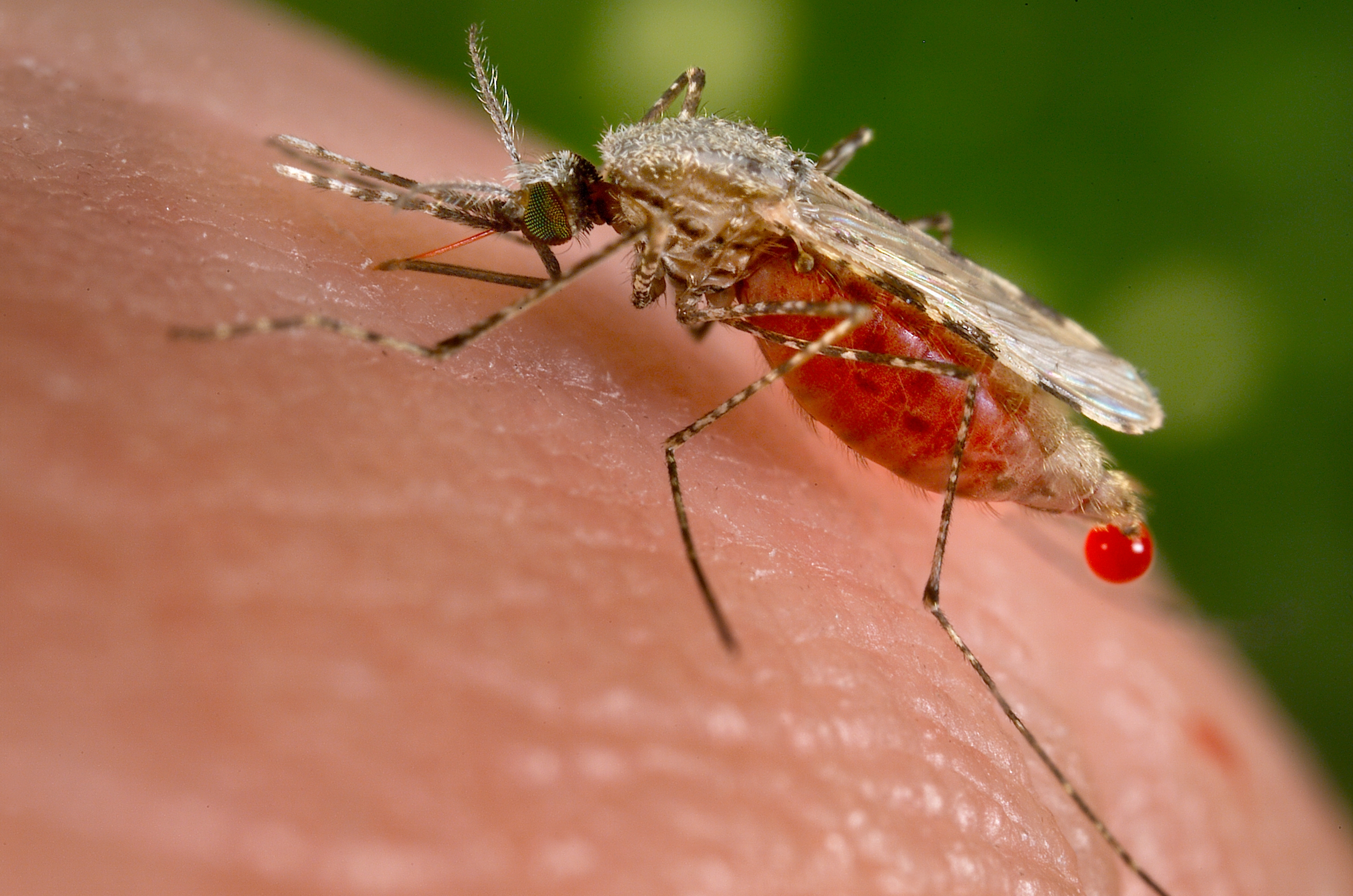
Anopheles stephensi xuclant sang

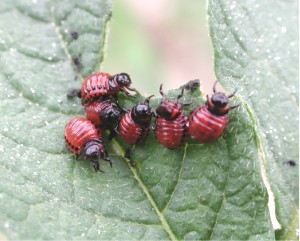
Larves d'escarabat de la patata devorant una fulla

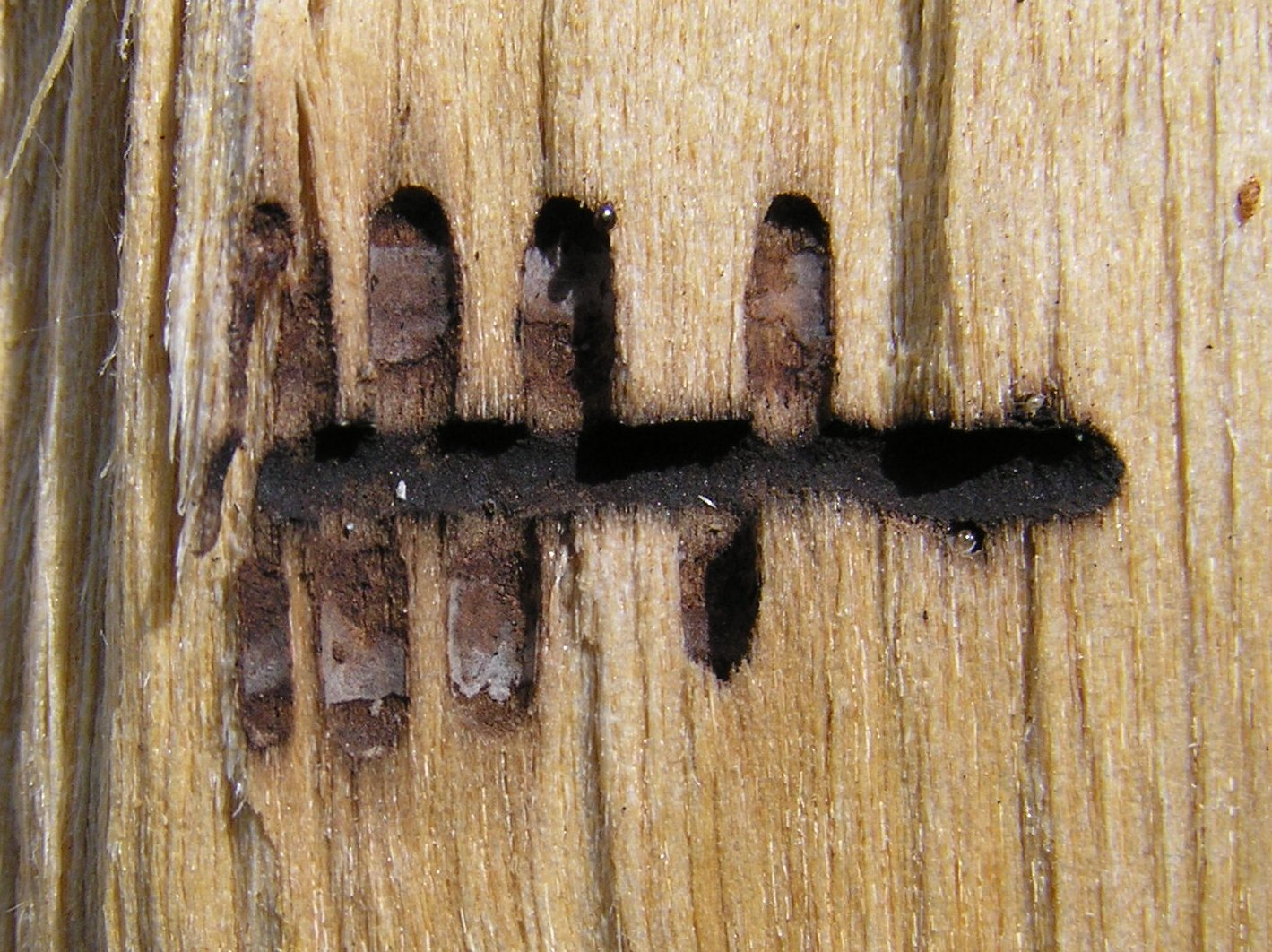
Fusta danyada per un escolítid

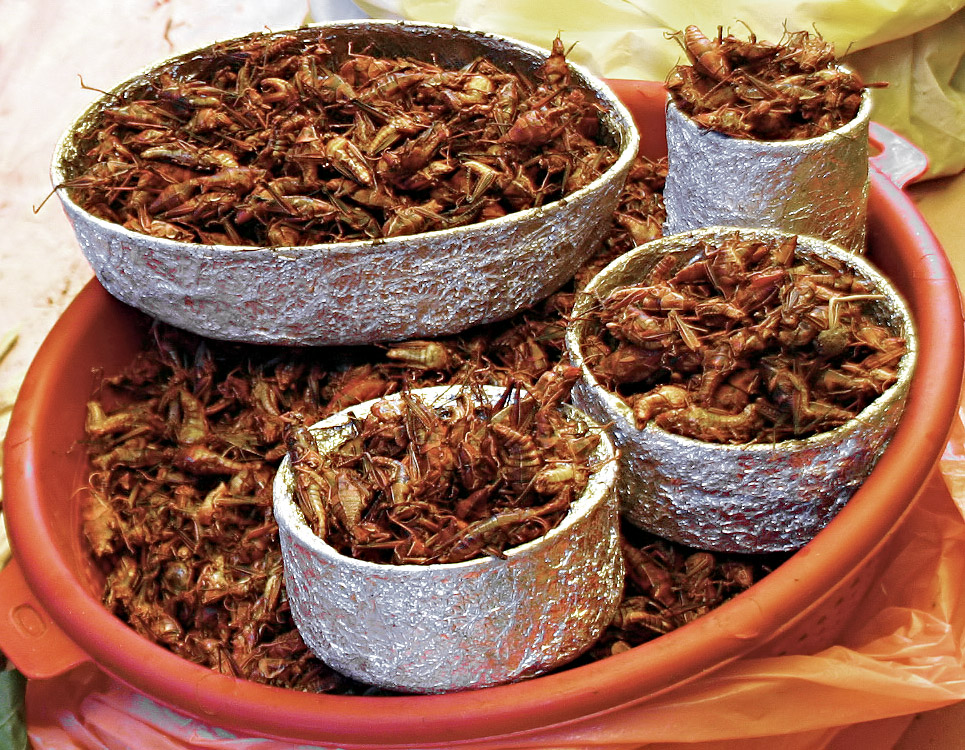
Plats de chapulines (saltamartins rostits) a la venda en un mercat, Tepoztlan, Mèxic

Els insectes constitueixen una de les classes d'animals que més interrelacions presenten amb les activitats humanes. Des dels insectes útils que ens proveeixen mel o seda fins als insectes que són verinosos o transmissors de malalties mortals, existeix una infinitat d'espècies que es troben directament o indirecta associades a l'ésser humà.
- Insectes pol·linitzadors. Des de fa milions d'anys les plantes amb flor i els insectes han iniciat una associació summament estreta que ha determinat un mecanisme de coevolució molt singular. Les plantes, per la seva condició d'organismes sèsils, necessiten que els seus gàmetes masculins (els grans de pol·len) siguin transportats d'una planta a una altra per tal que pugui ocórrer la pol·linització i, per tant, la generació de nous descendents. En moltíssimes espècies de plantes (denominades entomòfiles, o "amants dels insectes") pertanyents a molt diverses famílies aquest transport està a càrrec de diverses espècies d'insectes. La planta necessita atreure els insectes a les seves flors perquè es cobreixin de grans de pol·len, que més tard seran transportats a altres plantes. Per a atreure'ls fan ús d'una varietat de mecanismes, com ara la forma de la corol·la, el color dels pètals o tèpals i la fragància de les seves flors, si bé el més important és l'aliment que poden proveir-los: el nèctar, utilitzat com "recompensa" per la seva funció. L'extrema diversitat de tipus, colors i aromes de les flors de les angiospermes és, justament, per la necessitat d'atreure diferents espècies d'insectes pol·linitzadors. La funció de pol·linització dels insectes s'aprofita a l'agricultura, ja que permet la producció de molts cultius, com ara els gira-sols i moltes espècies hortícoles i fruiteres.
- Plagues dels grans emmagatzemats. Les femelles de moltes espècies d'insectes (com per exemple els corcs) perforen els grans dels cereals (blat, blat de moro, arròs, ordi, etc.) i lleguminoses (cigrons, llenties, per exemple) per a dipositar-hi els seus ous. Després d'un període d'incubació d'alguns dies, neixen les larves que immediatament comencen a alimentar-se de l'endosperma i de l'embrió de les llavors, causant moltes pèrdues econòmiques.[14]
- Insectes que transmeten malalties. Moltes espècies d'insectes hematòfags (és a dir, que s'alimenten de sang) són vectors de malalties infeccioses greus per a l'ésser humà, com el paludisme (transmesa pels mosquits del gènere Anopheles), la malaltia de Chagas (transmesa per la vinxuca), la malaltia de la son (o tripanosomosi africana) (el seu vector és la mosca tse-tse), la febre groga i el dengue (el mosquit Stegomyia aegypti), tifus (transmès pels polls i puces), pesta bubònica (puces de les rates), leishmaniosi (mosquits Phlebotomus), filariosi i elefantiasi (mosquits Anopheles, Culex, Stegomyia, Mansonia), etc.[15]
- Plagues per a l'agricultura. Des dels orígens de l'agricultura els insectes han produït greus perjudicis als cultius. Existeixen aproximadament 5.000 espècies d'insectes (com les larves de moltes espècies de lepidòpters o els adults dels ortòpters) que s'alimenten tant de les fulles, com de les tiges, arrels, flors i fruits de les espècies conreades. Els danys que ocasionen poden ser indirectes (disminució de la superfície fotosintètica, reducció de la capacitat d'extracció d'aigua i nutrients del sòl), com directes (pèrdua de flors que han de donar fruits o els mateixos fruits). A més, moltes espècies (com els àfids) s'alimenten de la saba de les plantes (un perjudici directe, ja que extreuen els nutrients que haurien de dirigir-se a les fulles i fruits) i també transmeten una gran quantitat de malalties, particularment virosis que tendeixen a deprimir encara més el rendiment potencial dels conreus. Algunes de les plagues més devastadores han estat la fil·loxera (vinya) i l'escarabat de la patata, sense oblidar les plagues de llagostes que periòdicament assolen molts països africans.[10]
- Plagues de la fusta i els boscos. La producció i recol·lecció de fusta és una collita a llarg termini i, a causa dels anys que aquesta "collita" triga a madurar, es troba exposada durant molt temps a nombrosos perills, dels quals el més seriós és l'atac dels insectes. Durant el seu creixement els arbres són atacats per dos grans grups d'insectes: els que ataquen les fulles i els que perforen l'escorça o la fusta. Els primers solen ser larves de lepidòpters i himenòpters. El segon grup està constituït per insectes perforadors, en la seva majoria larves de coleòpters, com els buprèstids, anòbids, bostríquids, cerambícids i escolítids. Molt nocius són també els tèrmits.[10]
- Insectes com a aliment. En occident la idea de menjar insectes causa repugnància, si bé la degustació d'altres artròpodes, com la llagosta de mar, es considera un festí. No obstant això, en altres regions del globus els insectes serveixen com aliment per a alguns grups humans (costum denominat entomofàgia) i per a alguns animals domèstics (peixos, per exemple). Aquestes regions del món inclouen Àfrica, Àsia, Austràlia i Amèrica Llatina.[16] Alguns isòpters són ingerits a Angola, certes espècies d'erugues al Camerun i, al Congo certes espècies d'insectes són molt apreciades pel seu alt contingut en proteïnes, greixos, niacina i riboflavina.[17] A Corea del Sud hi ha un hospital on serveixen un púding fet a partir d'insectes comestibles.[18] Al gener del 2018, la Unió Europea va establir un reglament en el qual es consideraven els insectes, com per exemple l'escarabat de la farina (Tenebrio molitor), com un nou aliment a Europa i es regulava la seva comercialització.[19]

## Rècords
Es considera que els insectes més grossos són els coleòpters del gènere Goliathus per la seva grandària d'adult i el seu pes de larva, d'uns 100 g. El més llarg és l'insecte bastó gegant Phobaeticus serratipes de 555 mm, i el més petit és l'himenòpter Dicopomorpha echmepterygis de només 139 µm.
L'insecte de major grandària que hagi existit va ser Meganeura, un protodonat (similars a les libèl·lules actuals), amb l'envergadura d'una àguila (75 cm), que va viure en el Carbonífer, fa més de 300 milions d'anys.

## Història evolutiva

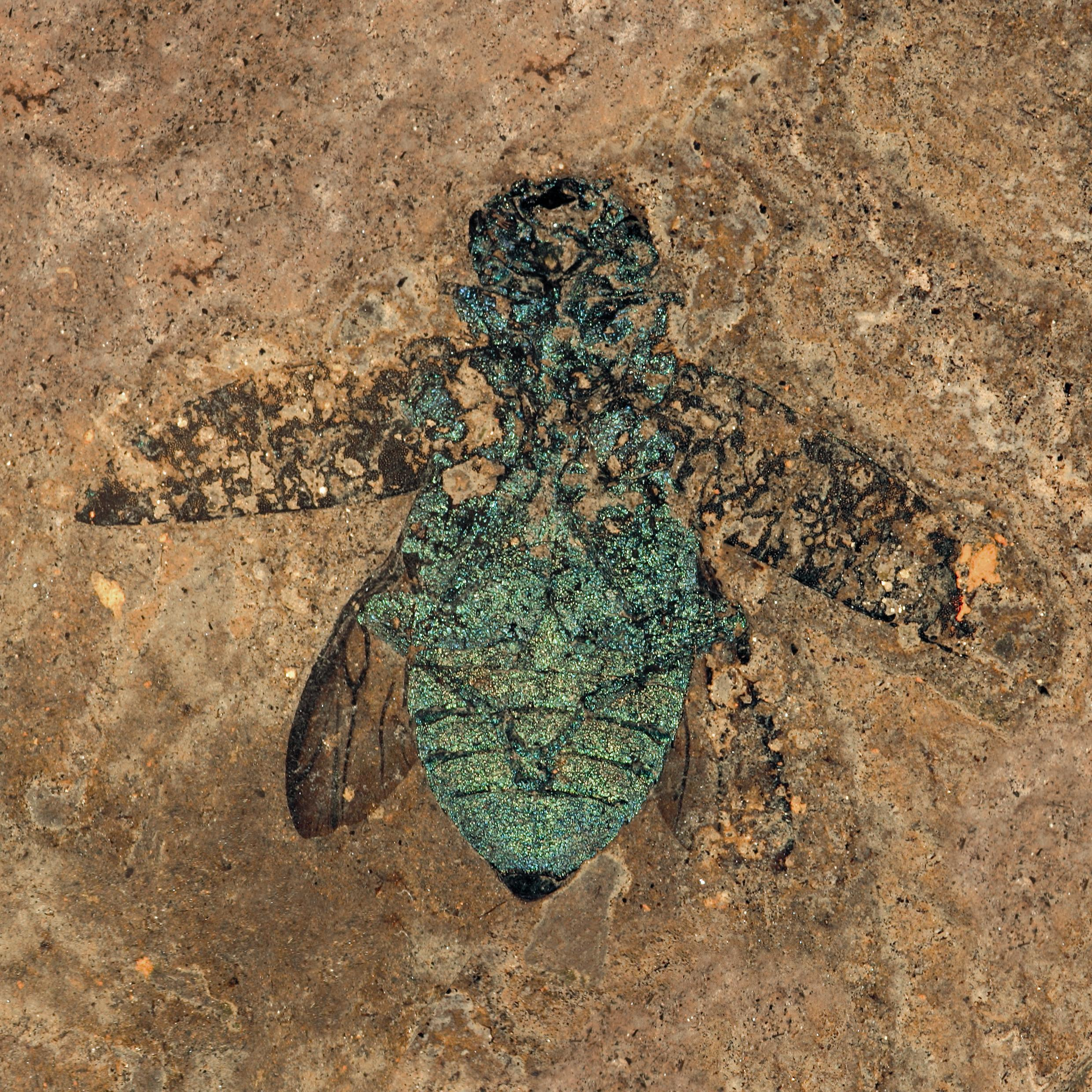
Insecte fòssil.

Els primers hexàpodes coneguts són el col·lèmbol Rhyniella i l'insecte Rhyniognatha, del Devonià inferior (fa uns 400 milions d'anys); però la diversificació inicial dels insectes es va produir segurament molt abans, potser al Silurià; les ales fossilitzades més antigues són del Carbonífer però, atès que hi ha indicis que Rhyniognatha podria haver tingut ales, la radiació dels insectes alats (Pterygota) deuria ocórrer al Devonià. En el Carbonífer mitjà ja existien nombrosos insectes, com els Palaeodictyoptera, Diaphanopterodea i Megasecoptera, que recorden als odonats actuals i que en alguns casos van assolir envergadures de 75 cm.gener 2020
Una publicació científica que resumia diversos informes de risc d'extinció de l'entomofauna fou publicada el 2020 afirmant que més del 40% de les espècies d'insectes estava en perill d'extinció per l'activitat humana de l'agricultura intensiva més els productes agroquímics contaminants, el canvi climàtic i les espècies invasores. En un altre article publicat al mateix número de revista s'expliquen les mesures per a detindre aquest risc, comentant que eren la conservació dels boscos, prats i similars i sistemes d'aigua dolça (rius, llacunes i d'altres) a més de la pràctica de l'agroecologia, l'agricultura ecològica, els anomenats en anglès agri-environment schemes, la gestió integrada de plagues i conservar els espais verds en entorns urbans i suburbans.

## Taxonomia
Els insectes són la classe d'organismes amb major riquesa d'espècies en el planeta (vegeu Taula 1). La classificació dels insectes, com es pot esperar d'un grup tan vast i divers, és intricada i varia segons els autors, i encara no és definitiva.
| Ordres      | Southwoood (1978) | Arnett (1985) | May (1988) | Brusca & Brusca (2005) |
| Coleòpters  | 350 000           | 290 000       | 300 000    | 350 000                |
| Dípters     | 120 000           | 98 500        | 85 000     | 150 000                |
| Himenòpters | 100 000           | 103 000       | 110 000    | 125 000                |
| Lepidòpters | 120 000           | 112 000       | 110 000    | 120 000                |

En la següent classificació, de tall tradicional, s'han assenyalat amb un asterisc les agrupacions que probablement siguin parafilètiques, i per tant, sense valor taxonòmic:

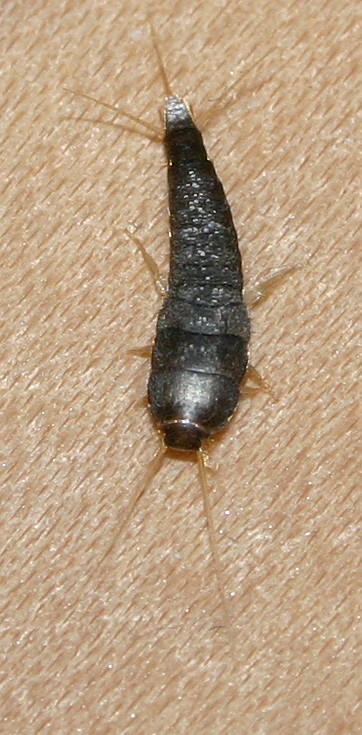
Lepisma saccharina
un insecte apterigot.

- (Subclasse) Apterygota*. Són un grup parafilètic que inclou els insectes més primitius que en el curs de l'evolució mai han estat proveïts d'ales ni experimenten metamorfosi (són ametàbols). A part d'aquestes dues característiques, clarament plesiomòfiques, no comparteixen cap caràcter derivat (apomorfia) que justifiqui l'existència d'aquest grup com a entitat taxonòmica. Els grups parafilètics d'aquesta índole no són acceptats per l'actual taxonomia cladística.

Ordre Archaeognatha (=Microcoryphia + Monura †).
Ordre Zygentoma.
- Subclasse Pterygota. Són els insectes alats, que es caracteritzen per presentar ales en el segon (mesotòrax) i tercer (metatòrax) segment toràcic. La presència d'ales sempre va acompanyada d'un reforç de l'exoesquelet (esclerotització) en aquests segments toràcics, els quals usualment es troben units formant una estructura coneguda com a pterotòrax. Tots realitzen una metamorfosi més o menys complicada.

- (Infraclasse) Palaeoptera*. És el grup on han estat tradicionalment inclosos els insectes alats més primitius. La majoria estan extints i es caracteritzen pel fet que no poden plegar les ales sobre l'abdomen i ser hemimetàbols (metamorfosi incompleta).

Ordre Ephemeroptera (efímeres)
Ordre Odonata (libèl·lules, espiadimonis)
Ordre Diaphanopteroidea †
Ordre Palaeodictyoptera †
Ordre Megasecoptera †
Ordre Archodonata †
- Infraclase Neoptera. Són una agrupació taxonòmica que inclou a tots els insectes alats que poden plegar les ales sobre l'abdomen.

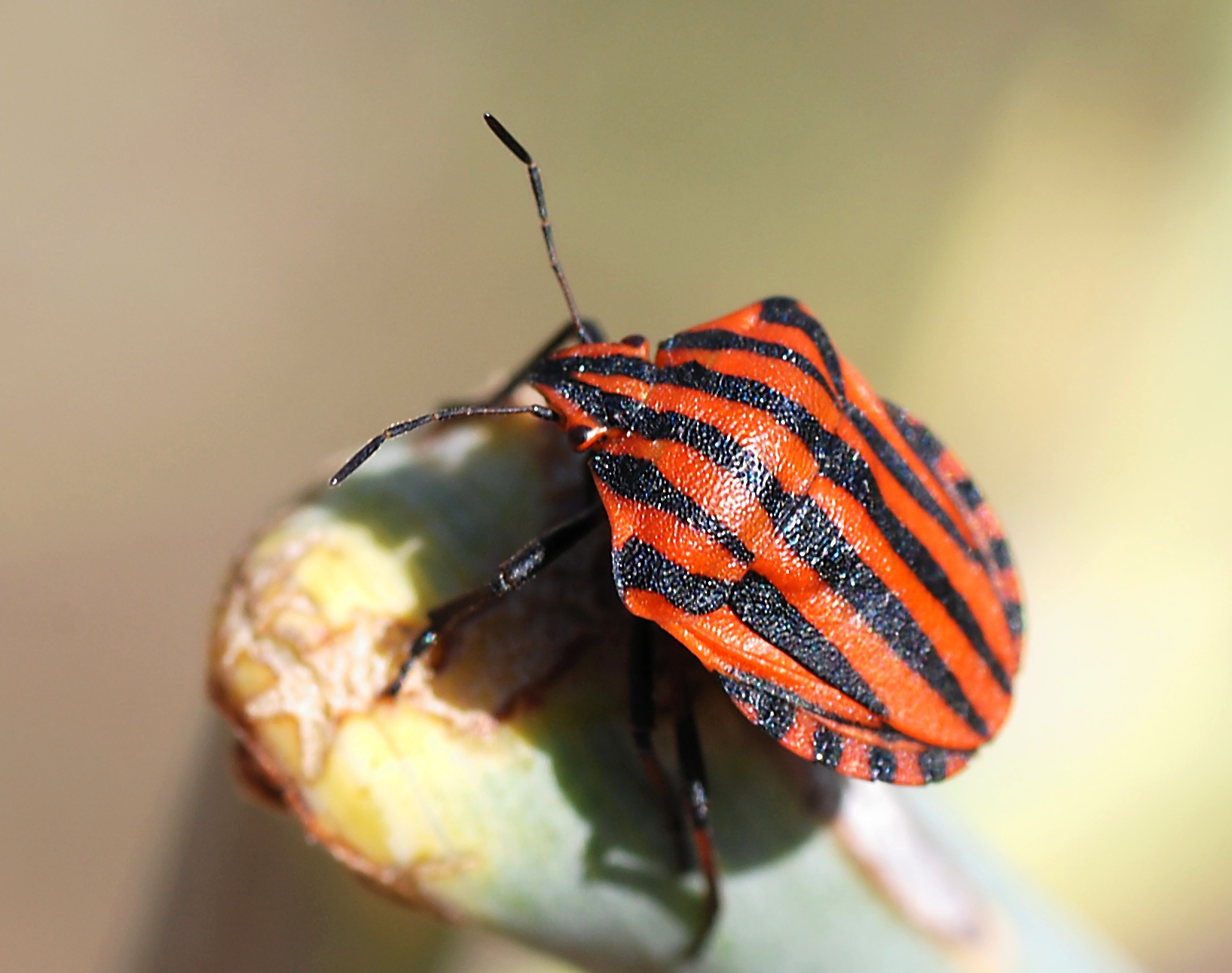
Graphosoma italicum, un insecte exopterigot.

- (Superordre) Exopterygota*. Grup parafilètic que inclou els insectes neòpters amb metamorfosi simple o incompleta (hemimetàbols).

Ordre Blattodea (paneroles o escarabats de cuina)
Ordre Isoptera (tèrmits)
Ordre Mantodea (pregadéu)
Ordre Dermaptera (tisoreta)
Ordre Plecoptera
Ordre Orthoptera (saltamartí, grill)
Ordre Phasmatodea (insecte bastó)
Ordre Embioptera
Ordre Zoraptera
Ordre Grylloblattodea
Ordre Mantophasmatodea
Ordre Psocoptera (polls dels llibres)
Ordre Thysanoptera (trips)
Ordre Phthiraptera (polls)
Ordre Hemiptera (cigala, xinxa, bernat pudent)

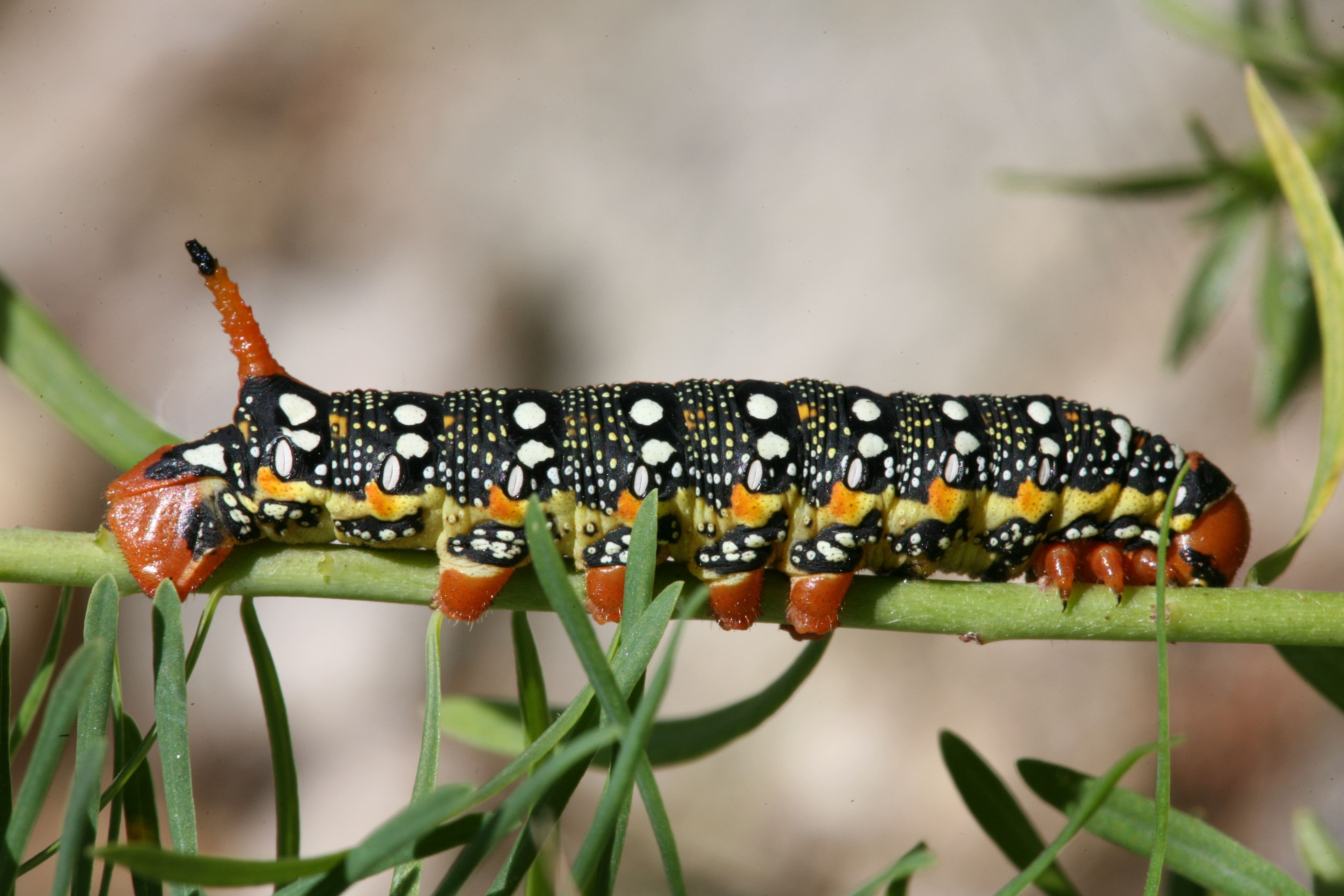
Eruga de Hyles euphorbiae, un insecte endopterigot.

- Superordre Endopterygota. Inclou tots els insectes amb metamorfosi completa (holometàbols). Sens dubte agrupa els ordres amb major nombre d'espècies.

Ordre Raphidioptera
Ordre Megaloptera
Ordre Neuroptera
Ordre Coleoptera (escarabats veritables)
Ordre Strepsiptera
Ordre Mecoptera (mosca escorpí)
Ordre Siphonaptera (puces)
Ordre Diptera (mosquits, tàvecs, mosques)
Ordre Trichoptera
Ordre Lepidoptera (papallones, arnes)
Ordre Hymenoptera (abella, vespa, formigues)
Ordre Miomoptera †
Ordre Protodiptera †

## Filogènesi
Amb l'aparició dels primers estudis basats en dades moleculars i anàlisis combinades de dades morfològiques i moleculars, sembla que l'antiga polèmica sobre monofiletisme i polifiletisme dels artròpodes ha quedat superada, ja que tots ells corroboren que els artròpodes són un grup monofilètic en el qual s'inclouen també els tardígrads (al clade se l'ha denominat Panarthropoda); la majoria també proposen l'existència del clade Mandibulata. No obstant això, han sorgit noves controvèrsies, sobretot al voltant de dues hipòtesis alternatives mútuament excloents que estan sent debatudes en nombrosos articles sobre filogènia i evolució d'artròpodes: atelocerats (miriàpodes+hexàpodes) (Wheeler) (cladograma A) versus pancrustacis (crustacis + hexàpodes) (Giribert & Ribera) (cladograma B):
A
|             | Crustacea                                              |
|             |                                                        |
| Atelocerata | \| \| Myriapoda \| \| \| \| \| \| Hexapoda \| \| \| \| |
|             | \| \| Myriapoda \| \| \| \| \| \| Hexapoda \| \| \| \| |
|             | Myriapoda                                              |
|             |                                                        |
|             | Hexapoda                                               |
|             |                                                        |

|  | Myriapoda |
|  |           |
|  | Hexapoda  |
|  |           |

|             | Crustacea                                              |
|             |                                                        |
| Atelocerata | \| \| Myriapoda \| \| \| \| \| \| Hexapoda \| \| \| \| |
|             | \| \| Myriapoda \| \| \| \| \| \| Hexapoda \| \| \| \| |
|             | Myriapoda                                              |
|             |                                                        |
|             | Hexapoda                                               |
|             |                                                        |

|  | Myriapoda |
|  |           |
|  | Hexapoda  |
|  |           |

B
|              | Myriapoda                                              |
|              |                                                        |
| Pancrustacea | \| \| Crustacea \| \| \| \| \| \| Hexapoda \| \| \| \| |
|              | \| \| Crustacea \| \| \| \| \| \| Hexapoda \| \| \| \| |
|              | Crustacea                                              |
|              |                                                        |
|              | Hexapoda                                               |
|              |                                                        |

|  | Crustacea |
|  |           |
|  | Hexapoda  |
|  |           |

|              | Myriapoda                                              |
|              |                                                        |
| Pancrustacea | \| \| Crustacea \| \| \| \| \| \| Hexapoda \| \| \| \| |
|              | \| \| Crustacea \| \| \| \| \| \| Hexapoda \| \| \| \| |
|              | Crustacea                                              |
|              |                                                        |
|              | Hexapoda                                               |
|              |                                                        |

|  | Crustacea |
|  |           |
|  | Hexapoda  |
|  |           |

Com es pot comprovar, les relacions dels hexàpodes (i per tant dels insectes) no estan clares; segons la hipòtesi dels atelocerats, els hexàpodes són més propers als miriàpodes, fet suportat sobretot per les anàlisis morfològiques; segons la hipòtesi dels pancrustacis, els hexàpodes són més propers als crustacis, la qual cosa es deriva especialment d'anàlisis moleculars.
Pel que fa a la filogènia interna dels insectes, el següent cladograma mostra les relacions entre els diferents ordres i les probables agrupacions monofilètiques (basat en Tree of Life i molt simplificat):
| Monocondylia         |
| -------------------- |
| -Archaeognatha - 470 |

| Apterygota     |
| -------------- |
| -Zygentoma<200 |
| -Monura        |

| Palaeoptera                  |
| ---------------------------- |
| -Ephemeroptera- 2.500–<3.000 |
| -Odonata- 6.500              |

| Neoptera                      |
| ----------------------------- |
| -Blattodea - 3.684–4.000      |
| -Coleoptera - 360.000–400.000 |
| -Dermaptera - 1.816           |
| -Diptera - 152.956            |
| -Embioptera - 200–300         |
| -Grylloblattaria - 24         |
| -Hymenoptera - 115.000        |
| -Lepidoptera - 174.250        |
| -Mantodea - 2.200             |
| -Mecoptera - 481              |
| -Megaloptera - 250–300        |
| -Neuroptera - 5.000           |
| -Orthoptera - 24.380          |
| -Phasmatodea - 2.500–3.300    |
| -Phthiraptera - 3.000–3.200   |
| -Plecoptera - 2.274           |
| -Siphonaptera - 2.525         |
| -Strepsiptera - 596           |
| -Trichoptera - 12.627         |
| -Zoraptera - 28               |
| -Zygentoma - 370              |

| Monocondylia         |
| -------------------- |
| -Archaeognatha - 470 |

| Apterygota     |
| -------------- |
| -Zygentoma<200 |
| -Monura        |

| Palaeoptera                  |
| ---------------------------- |
| -Ephemeroptera- 2.500–<3.000 |
| -Odonata- 6.500              |

| Neoptera                      |
| ----------------------------- |
| -Blattodea - 3.684–4.000      |
| -Coleoptera - 360.000–400.000 |
| -Dermaptera - 1.816           |
| -Diptera - 152.956            |
| -Embioptera - 200–300         |
| -Grylloblattaria - 24         |
| -Hymenoptera - 115.000        |
| -Lepidoptera - 174.250        |
| -Mantodea - 2.200             |
| -Mecoptera - 481              |
| -Megaloptera - 250–300        |
| -Neuroptera - 5.000           |
| -Orthoptera - 24.380          |
| -Phasmatodea - 2.500–3.300    |
| -Phthiraptera - 3.000–3.200   |
| -Plecoptera - 2.274           |
| -Siphonaptera - 2.525         |
| -Strepsiptera - 596           |
| -Trichoptera - 12.627         |
| -Zoraptera - 28               |
| -Zygentoma - 370              |

| Monocondylia         |
| -------------------- |
| -Archaeognatha - 470 |

| Apterygota     |
| -------------- |
| -Zygentoma<200 |
| -Monura        |

| Palaeoptera                  |
| ---------------------------- |
| -Ephemeroptera- 2.500–<3.000 |
| -Odonata- 6.500              |

| Neoptera                      |
| ----------------------------- |
| -Blattodea - 3.684–4.000      |
| -Coleoptera - 360.000–400.000 |
| -Dermaptera - 1.816           |
| -Diptera - 152.956            |
| -Embioptera - 200–300         |
| -Grylloblattaria - 24         |
| -Hymenoptera - 115.000        |
| -Lepidoptera - 174.250        |
| -Mantodea - 2.200             |
| -Mecoptera - 481              |
| -Megaloptera - 250–300        |
| -Neuroptera - 5.000           |
| -Orthoptera - 24.380          |
| -Phasmatodea - 2.500–3.300    |
| -Phthiraptera - 3.000–3.200   |
| -Plecoptera - 2.274           |
| -Siphonaptera - 2.525         |
| -Strepsiptera - 596           |
| -Trichoptera - 12.627         |
| -Zoraptera - 28               |
| -Zygentoma - 370              |

| Monocondylia         |
| -------------------- |
| -Archaeognatha - 470 |

| Apterygota     |
| -------------- |
| -Zygentoma<200 |
| -Monura        |

| Palaeoptera                  |
| ---------------------------- |
| -Ephemeroptera- 2.500–<3.000 |
| -Odonata- 6.500              |

| Neoptera                      |
| ----------------------------- |
| -Blattodea - 3.684–4.000      |
| -Coleoptera - 360.000–400.000 |
| -Dermaptera - 1.816           |
| -Diptera - 152.956            |
| -Embioptera - 200–300         |
| -Grylloblattaria - 24         |
| -Hymenoptera - 115.000        |
| -Lepidoptera - 174.250        |
| -Mantodea - 2.200             |
| -Mecoptera - 481              |
| -Megaloptera - 250–300        |
| -Neuroptera - 5.000           |
| -Orthoptera - 24.380          |
| -Phasmatodea - 2.500–3.300    |
| -Phthiraptera - 3.000–3.200   |
| -Plecoptera - 2.274           |
| -Siphonaptera - 2.525         |
| -Strepsiptera - 596           |
| -Trichoptera - 12.627         |
| -Zoraptera - 28               |
| -Zygentoma - 370              |

|  | Plecoptera |
|  | |
|  | Embiidina |
|  | |
|  | Phasmatodea |
|  | |
|  | Orthoptera |
|  | |
|  | Mantophasmatodea |
|  | |
|  | Zoraptera |
|  | |
|  | Dictyoptera |
|  | |
|  | Dermaptera |
|  | |
|  | Grylloblattodea |
|  | |
|  | \| \| Psocoptera \| \| \| \| \| \| Thysanoptera \| \| \| \| \| \| Hemiptera \| \| \| \| \| \| Endopterygota \| \| \| \| |
|  | |
|  | Psocoptera |
|  | |
|  | Thysanoptera |
|  | |
|  | Hemiptera |
|  | |
|  | Endopterygota |
|  | |

|  | Psocoptera    |
|  |               |
|  | Thysanoptera  |
|  |               |
|  | Hemiptera     |
|  |               |
|  | Endopterygota |
|  |               |

|  | Plecoptera |
|  | |
|  | Embiidina |
|  | |
|  | Phasmatodea |
|  | |
|  | Orthoptera |
|  | |
|  | Mantophasmatodea |
|  | |
|  | Zoraptera |
|  | |
|  | Dictyoptera |
|  | |
|  | Dermaptera |
|  | |
|  | Grylloblattodea |
|  | |
|  | \| \| Psocoptera \| \| \| \| \| \| Thysanoptera \| \| \| \| \| \| Hemiptera \| \| \| \| \| \| Endopterygota \| \| \| \| |
|  | |
|  | Psocoptera |
|  | |
|  | Thysanoptera |
|  | |
|  | Hemiptera |
|  | |
|  | Endopterygota |
|  | |

|  | Psocoptera    |
|  |               |
|  | Thysanoptera  |
|  |               |
|  | Hemiptera     |
|  |               |
|  | Endopterygota |
|  |               |

|  | Plecoptera |
|  | |
|  | Embiidina |
|  | |
|  | Phasmatodea |
|  | |
|  | Orthoptera |
|  | |
|  | Mantophasmatodea |
|  | |
|  | Zoraptera |
|  | |
|  | Dictyoptera |
|  | |
|  | Dermaptera |
|  | |
|  | Grylloblattodea |
|  | |
|  | \| \| Psocoptera \| \| \| \| \| \| Thysanoptera \| \| \| \| \| \| Hemiptera \| \| \| \| \| \| Endopterygota \| \| \| \| |
|  | |
|  | Psocoptera |
|  | |
|  | Thysanoptera |
|  | |
|  | Hemiptera |
|  | |
|  | Endopterygota |
|  | |

|  | Psocoptera    |
|  |               |
|  | Thysanoptera  |
|  |               |
|  | Hemiptera     |
|  |               |
|  | Endopterygota |
|  |               |

|  | Plecoptera |
|  | |
|  | Embiidina |
|  | |
|  | Phasmatodea |
|  | |
|  | Orthoptera |
|  | |
|  | Mantophasmatodea |
|  | |
|  | Zoraptera |
|  | |
|  | Dictyoptera |
|  | |
|  | Dermaptera |
|  | |
|  | Grylloblattodea |
|  | |
|  | \| \| Psocoptera \| \| \| \| \| \| Thysanoptera \| \| \| \| \| \| Hemiptera \| \| \| \| \| \| Endopterygota \| \| \| \| |
|  | |
|  | Psocoptera |
|  | |
|  | Thysanoptera |
|  | |
|  | Hemiptera |
|  | |
|  | Endopterygota |
|  | |

|  | Psocoptera    |
|  |               |
|  | Thysanoptera  |
|  |               |
|  | Hemiptera     |
|  |               |
|  | Endopterygota |
|  |               |

|  | Plecoptera |
|  | |
|  | Embiidina |
|  | |
|  | Phasmatodea |
|  | |
|  | Orthoptera |
|  | |
|  | Mantophasmatodea |
|  | |
|  | Zoraptera |
|  | |
|  | Dictyoptera |
|  | |
|  | Dermaptera |
|  | |
|  | Grylloblattodea |
|  | |
|  | \| \| Psocoptera \| \| \| \| \| \| Thysanoptera \| \| \| \| \| \| Hemiptera \| \| \| \| \| \| Endopterygota \| \| \| \| |
|  | |
|  | Psocoptera |
|  | |
|  | Thysanoptera |
|  | |
|  | Hemiptera |
|  | |
|  | Endopterygota |
|  | |

|  | Psocoptera    |
|  |               |
|  | Thysanoptera  |
|  |               |
|  | Hemiptera     |
|  |               |
|  | Endopterygota |
|  |               |

|  | Plecoptera |
|  | |
|  | Embiidina |
|  | |
|  | Phasmatodea |
|  | |
|  | Orthoptera |
|  | |
|  | Mantophasmatodea |
|  | |
|  | Zoraptera |
|  | |
|  | Dictyoptera |
|  | |
|  | Dermaptera |
|  | |
|  | Grylloblattodea |
|  | |
|  | \| \| Psocoptera \| \| \| \| \| \| Thysanoptera \| \| \| \| \| \| Hemiptera \| \| \| \| \| \| Endopterygota \| \| \| \| |
|  | |
|  | Psocoptera |
|  | |
|  | Thysanoptera |
|  | |
|  | Hemiptera |
|  | |
|  | Endopterygota |
|  | |

|  | Psocoptera    |
|  |               |
|  | Thysanoptera  |
|  |               |
|  | Hemiptera     |
|  |               |
|  | Endopterygota |
|  |               |

|  | Plecoptera |
|  | |
|  | Embiidina |
|  | |
|  | Phasmatodea |
|  | |
|  | Orthoptera |
|  | |
|  | Mantophasmatodea |
|  | |
|  | Zoraptera |
|  | |
|  | Dictyoptera |
|  | |
|  | Dermaptera |
|  | |
|  | Grylloblattodea |
|  | |
|  | \| \| Psocoptera \| \| \| \| \| \| Thysanoptera \| \| \| \| \| \| Hemiptera \| \| \| \| \| \| Endopterygota \| \| \| \| |
|  | |
|  | Psocoptera |
|  | |
|  | Thysanoptera |
|  | |
|  | Hemiptera |
|  | |
|  | Endopterygota |
|  | |

|  | Psocoptera    |
|  |               |
|  | Thysanoptera  |
|  |               |
|  | Hemiptera     |
|  |               |
|  | Endopterygota |
|  |               |

|  | Plecoptera |
|  | |
|  | Embiidina |
|  | |
|  | Phasmatodea |
|  | |
|  | Orthoptera |
|  | |
|  | Mantophasmatodea |
|  | |
|  | Zoraptera |
|  | |
|  | Dictyoptera |
|  | |
|  | Dermaptera |
|  | |
|  | Grylloblattodea |
|  | |
|  | \| \| Psocoptera \| \| \| \| \| \| Thysanoptera \| \| \| \| \| \| Hemiptera \| \| \| \| \| \| Endopterygota \| \| \| \| |
|  | |
|  | Psocoptera |
|  | |
|  | Thysanoptera |
|  | |
|  | Hemiptera |
|  | |
|  | Endopterygota |
|  | |

|  | Psocoptera    |
|  |               |
|  | Thysanoptera  |
|  |               |
|  | Hemiptera     |
|  |               |
|  | Endopterygota |
|  |               |

|  | Plecoptera |
|  | |
|  | Embiidina |
|  | |
|  | Phasmatodea |
|  | |
|  | Orthoptera |
|  | |
|  | Mantophasmatodea |
|  | |
|  | Zoraptera |
|  | |
|  | Dictyoptera |
|  | |
|  | Dermaptera |
|  | |
|  | Grylloblattodea |
|  | |
|  | \| \| Psocoptera \| \| \| \| \| \| Thysanoptera \| \| \| \| \| \| Hemiptera \| \| \| \| \| \| Endopterygota \| \| \| \| |
|  | |
|  | Psocoptera |
|  | |
|  | Thysanoptera |
|  | |
|  | Hemiptera |
|  | |
|  | Endopterygota |
|  | |

|  | Psocoptera    |
|  |               |
|  | Thysanoptera  |
|  |               |
|  | Hemiptera     |
|  |               |
|  | Endopterygota |
|  |               |

|  | Plecoptera |
|  | |
|  | Embiidina |
|  | |
|  | Phasmatodea |
|  | |
|  | Orthoptera |
|  | |
|  | Mantophasmatodea |
|  | |
|  | Zoraptera |
|  | |
|  | Dictyoptera |
|  | |
|  | Dermaptera |
|  | |
|  | Grylloblattodea |
|  | |
|  | \| \| Psocoptera \| \| \| \| \| \| Thysanoptera \| \| \| \| \| \| Hemiptera \| \| \| \| \| \| Endopterygota \| \| \| \| |
|  | |
|  | Psocoptera |
|  | |
|  | Thysanoptera |
|  | |
|  | Hemiptera |
|  | |
|  | Endopterygota |
|  | |

|  | Psocoptera    |
|  |               |
|  | Thysanoptera  |
|  |               |
|  | Hemiptera     |
|  |               |
|  | Endopterygota |
|  |               |

|  | Plecoptera |
|  | |
|  | Embiidina |
|  | |
|  | Phasmatodea |
|  | |
|  | Orthoptera |
|  | |
|  | Mantophasmatodea |
|  | |
|  | Zoraptera |
|  | |
|  | Dictyoptera |
|  | |
|  | Dermaptera |
|  | |
|  | Grylloblattodea |
|  | |
|  | \| \| Psocoptera \| \| \| \| \| \| Thysanoptera \| \| \| \| \| \| Hemiptera \| \| \| \| \| \| Endopterygota \| \| \| \| |
|  | |
|  | Psocoptera |
|  | |
|  | Thysanoptera |
|  | |
|  | Hemiptera |
|  | |
|  | Endopterygota |
|  | |

|  | Psocoptera    |
|  |               |
|  | Thysanoptera  |
|  |               |
|  | Hemiptera     |
|  |               |
|  | Endopterygota |
|  |               |

|  | Plecoptera |
|  | |
|  | Embiidina |
|  | |
|  | Phasmatodea |
|  | |
|  | Orthoptera |
|  | |
|  | Mantophasmatodea |
|  | |
|  | Zoraptera |
|  | |
|  | Dictyoptera |
|  | |
|  | Dermaptera |
|  | |
|  | Grylloblattodea |
|  | |
|  | \| \| Psocoptera \| \| \| \| \| \| Thysanoptera \| \| \| \| \| \| Hemiptera \| \| \| \| \| \| Endopterygota \| \| \| \| |
|  | |
|  | Psocoptera |
|  | |
|  | Thysanoptera |
|  | |
|  | Hemiptera |
|  | |
|  | Endopterygota |
|  | |

|  | Psocoptera    |
|  |               |
|  | Thysanoptera  |
|  |               |
|  | Hemiptera     |
|  |               |
|  | Endopterygota |
|  |               |

|  | Plecoptera |
|  | |
|  | Embiidina |
|  | |
|  | Phasmatodea |
|  | |
|  | Orthoptera |
|  | |
|  | Mantophasmatodea |
|  | |
|  | Zoraptera |
|  | |
|  | Dictyoptera |
|  | |
|  | Dermaptera |
|  | |
|  | Grylloblattodea |
|  | |
|  | \| \| Psocoptera \| \| \| \| \| \| Thysanoptera \| \| \| \| \| \| Hemiptera \| \| \| \| \| \| Endopterygota \| \| \| \| |
|  | |
|  | Psocoptera |
|  | |
|  | Thysanoptera |
|  | |
|  | Hemiptera |
|  | |
|  | Endopterygota |
|  | |

|  | Psocoptera    |
|  |               |
|  | Thysanoptera  |
|  |               |
|  | Hemiptera     |
|  |               |
|  | Endopterygota |
|  |               |

|  | Plecoptera |
|  | |
|  | Embiidina |
|  | |
|  | Phasmatodea |
|  | |
|  | Orthoptera |
|  | |
|  | Mantophasmatodea |
|  | |
|  | Zoraptera |
|  | |
|  | Dictyoptera |
|  | |
|  | Dermaptera |
|  | |
|  | Grylloblattodea |
|  | |
|  | \| \| Psocoptera \| \| \| \| \| \| Thysanoptera \| \| \| \| \| \| Hemiptera \| \| \| \| \| \| Endopterygota \| \| \| \| |
|  | |
|  | Psocoptera |
|  | |
|  | Thysanoptera |
|  | |
|  | Hemiptera |
|  | |
|  | Endopterygota |
|  | |

|  | Psocoptera    |
|  |               |
|  | Thysanoptera  |
|  |               |
|  | Hemiptera     |
|  |               |
|  | Endopterygota |
|  |               |

|  | Plecoptera |
|  | |
|  | Embiidina |
|  | |
|  | Phasmatodea |
|  | |
|  | Orthoptera |
|  | |
|  | Mantophasmatodea |
|  | |
|  | Zoraptera |
|  | |
|  | Dictyoptera |
|  | |
|  | Dermaptera |
|  | |
|  | Grylloblattodea |
|  | |
|  | \| \| Psocoptera \| \| \| \| \| \| Thysanoptera \| \| \| \| \| \| Hemiptera \| \| \| \| \| \| Endopterygota \| \| \| \| |
|  | |
|  | Psocoptera |
|  | |
|  | Thysanoptera |
|  | |
|  | Hemiptera |
|  | |
|  | Endopterygota |
|  | |

|  | Psocoptera    |
|  |               |
|  | Thysanoptera  |
|  |               |
|  | Hemiptera     |
|  |               |
|  | Endopterygota |
|  |               |

|  | Plecoptera |
|  | |
|  | Embiidina |
|  | |
|  | Phasmatodea |
|  | |
|  | Orthoptera |
|  | |
|  | Mantophasmatodea |
|  | |
|  | Zoraptera |
|  | |
|  | Dictyoptera |
|  | |
|  | Dermaptera |
|  | |
|  | Grylloblattodea |
|  | |
|  | \| \| Psocoptera \| \| \| \| \| \| Thysanoptera \| \| \| \| \| \| Hemiptera \| \| \| \| \| \| Endopterygota \| \| \| \| |
|  | |
|  | Psocoptera |
|  | |
|  | Thysanoptera |
|  | |
|  | Hemiptera |
|  | |
|  | Endopterygota |
|  | |

|  | Psocoptera    |
|  |               |
|  | Thysanoptera  |
|  |               |
|  | Hemiptera     |
|  |               |
|  | Endopterygota |
|  |               |

Cal destacar que Apterygota (Archaeognatha + Zygentoma), Palaeoptera (Ephemeroptera + Odonata) i Exopterygota (Plecoptera → Grylloblattodea) apareixen como probables grups parafilètics.